# Glorioso Colegio Nacional de San Carlos
La Institución Educativa Glorioso de San Carlos es nombre oficial de un recinto estudiantil peruano, el más antiguo de la ciudad de Puno. Fue creado por decreto de Simón Bolívar, en fecha 7 de agosto de 1825 como Colegio de Ciencias y Artes de Puno. De acuerdo a la Ley General de Educación peruana, Ley N.º 28044, Decreto Supremo N.º 66 de 1966 y la Resolución Ministerial N.º 0050-2009-Ed, lleva la actual denominación oficial y es conocida, de forma abreviada para fines administrativos, como Institución Educativa "IE Glorioso San Carlos".

## Historia

### SigloXIX

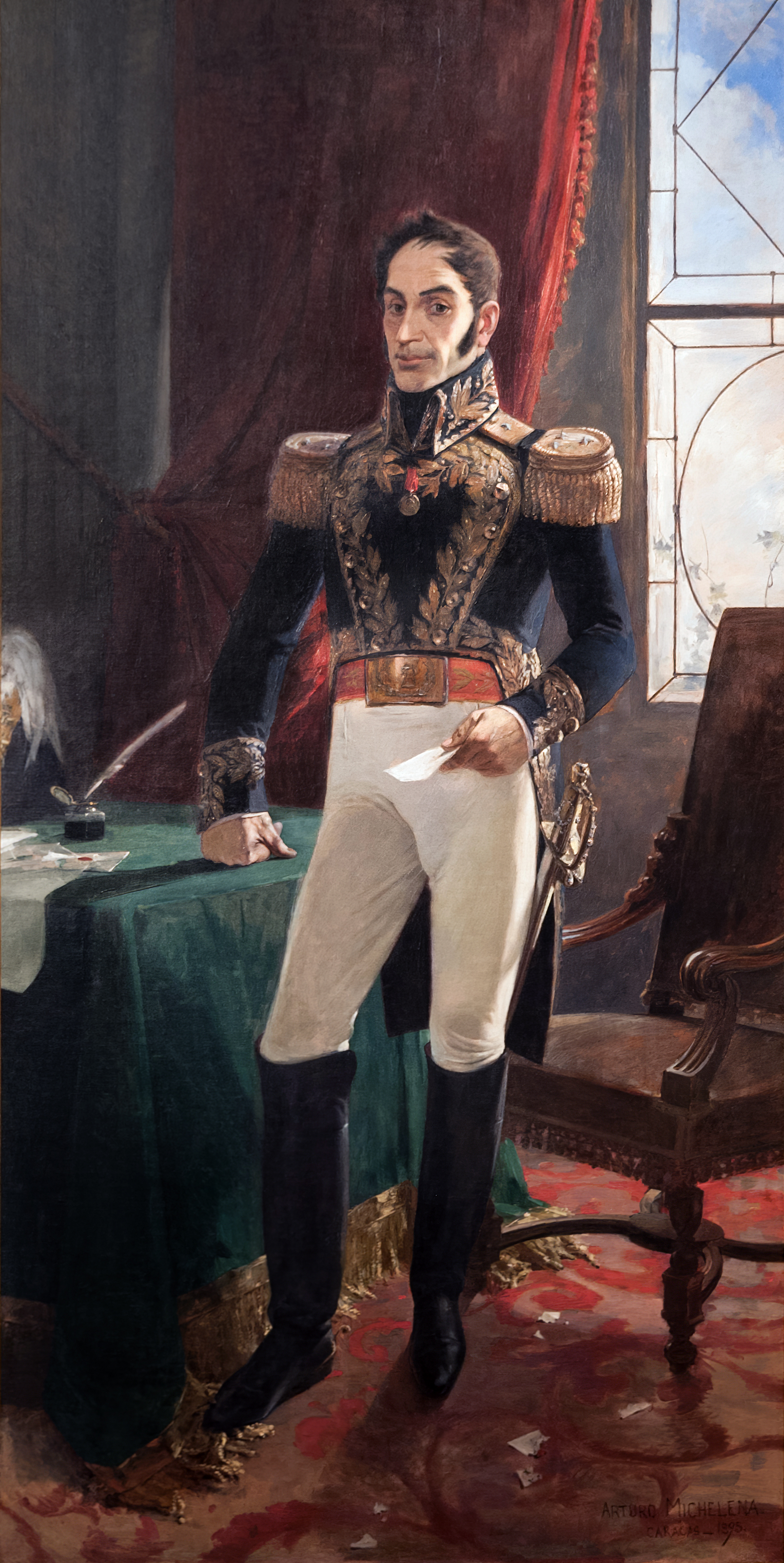
Simón Bolívar, fundador del Glorioso Colegio Nacional de San Carlos de Puno.

En la ciudad del lago (Puno), luego del gran elogio de José Domingo Choquehuanca al Libertador Simón Bolívar en el pueblo de Pucará, el militar venezolano encantado por la bienvenida de la gente puneña y motivado por la preocupación de la juventud en instruirse, decide erigir el Glorioso Colegio Nacional de San Carlos, como “Colegio de Ciencias y Artes”  mediante el Decreto del 7 de agosto de 1825, el cual fue ratificado por el Congreso Nacional Constituyente el 31 de mayo de 1828.
El primer Rector fue Fray Mariano Andía, el mismo que fue remplazado por el Presbítero Melchor Montes de Oca en el año1828.
En 1829 se le denomina Colegio de Ciencias y Matemática.
El 16 de abril de 1830, comienza a funcionar con el nombre de Colegio de Ciencias Matemáticas.
En 1836 el Mariscal Andrés de Santa Cruz, cierra el colegio para convertirlo en cuartel boliviano para la Confederación Perú-Boliviana.
En 1838 el Mariscal Andrés de Santa Cruz, reabre el colegio con la denominación de Colegio Mineralógico de Socabaya.
En 1841, se produce la segunda clausura del colegio, tras la derrota del Mariscal Agustín Gamarra en la Batalla de Ingavi por las fuerzas bolivianas.
En 1844, el presidente Mariscal Miguel de San Román gestiona la reapertura del colegio con el nombre primigenio de Colegio de Ciencias y Artes de Puno.
En 1851, termina la construcción del local del Parque Manuel Pino, llamado tradicionalmente Vieja Casona, construcción que fue entregada a la comunidad carolino por el Prefecto del Departamento de Puno General Alejandro Deustua.
En 1856, el presidente don Ramón Castilla, erige la Universidad de Puno mediante Ley del 29 de agosto del mismo, adoptando para esta el nombre del colegio, llamándola Universidad de San Carlos de Puno; coexitiendo ambas instituciones educativas con diferente grado de instrucción.
En 1861, el Congreso de la República de Perú, asigna de los Fondos Nacionales la cantidad de diez mil pesos al Colegio de San Carlos de Puno mediante Resolución Legislativa del 27 de marzo de 1861.
En 1863, el Poder Ejecutivo del Perú, representado por Pedro Diez Canseco, aprueba el presupuesto para dos cátedras.
En 1865, el colegio es clausurado por tercera vez por el General Mariano Ignacio Prado, quien dos años después dispone su reapertura bajo la denominación de Colegio Nacional San Carlos.
En 1866, el presidente Mariano Ignacio Prado, mediante Decreto del 2 de agosto del mismo año, declara que el Colegio Nacional de San Carlos de Puno es de instrucción secundaria completa.
En 1868, se aprueba el gasto del Prefecto de Puno para la refacción del colegio.
En 1869, Manuel Gonzales La Rosa, Inspector de establecimientos departamentales de insctrucción y beneficencia, informa al Ministro de Instrucción, Justicia y beneficencia del Perú, que el colegio tiene más o menos cien alumnos externos, y que su edificio está en mal estado.
En 1875, el Decreto de 12 de marzo del mismo año, decreta la instrucción que debe darse en el Colegio de San Carlos de Puno, comprendiendo diversas materias como religión, lengua y literatura castellana, latín, geografía entre otros.
Durante la Guerra del Pacífico, entre 1879 y 1883, los estudiantes carolinos y exestudiante carolino Manuel Pino se enfrentan contra el ejército chileno que invadió la ciudad de Puno,  luego las fuerzas chilenas tomaron el local del parque pino, saqueando el lugar y convirtiéndolo en cuartel. Esto obligó a la cuarta clausura del colegio, el cual fue reaperturado en 1885 por el presidente Andrés Avelino Cáceres, comenzando las labores académicas en 1889.
En 1895, la Junta de Gobierno del Perú dispone que la Prefectura de Puno, entregue a la Dirección del colegio, enseres, materiales de enseñanza, biblioteca, laboratorio de química y otros útiles que pertenecieron a la extinguida Escuela de Capataces de Puno.

### SigloXX

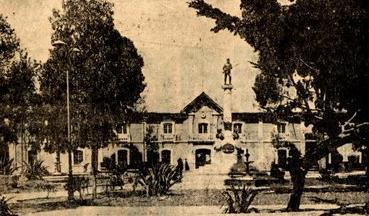
La vieja casona del Glorioso Colegio Nacional de San Carlos de Puno y el Parque Manuel Pino en el año 1914.

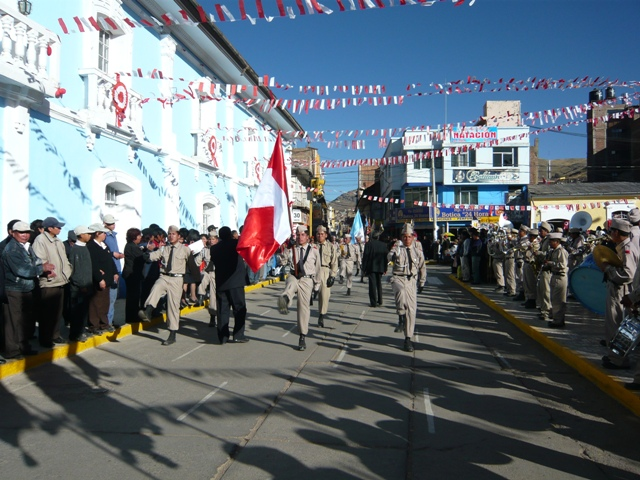
Estudiantes en el Parque Manuel Pino del Glorioso Colegio Nacional de San Carlos de Puno.

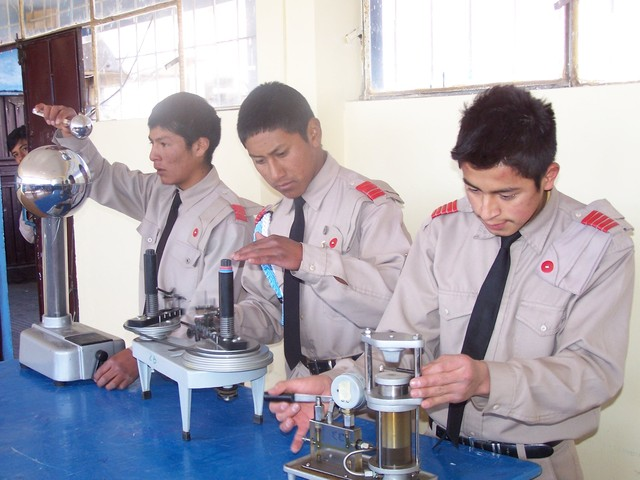
Estudiantes en laboratorio del Glorioso Colegio Nacional de San Carlos de Puno.

En 1905 el Doctor Colley E. Sparkman funda el Club Deportivo del colegio, aún sin nombre, posteriormente en 1921 toma la denominación de Club Sporting Carolino, que se fusiona con el Equipo Unión Ex-Carolinos en el año 1922.
En 1916 el Doctor Juan C. Rossel convoca a los primeros Juegos Florales Carolinos, donde se eligió a la “Señorita San Carlos”.
En 1923 el presidente Augusto B. Leguía, mediante Ley N.º 4622 promulgada el 27 de enero del mismo año, dispone destinar la adquisición de un gabinete de física y de un laboratorio de química para el Colegio Nacional de San Carlos de Puno.
En 1925, el maestro cusqueño Humberto Luna Pacheco, en fecha 7 de agosto de ese año, asume la dirección del colegio, fecha en que se celebró el centenario de su fundación por el libertador Simón Bolívar. Ese año se presenta el Himno Carolino, en coautoría de Victor Villar Chamorro y Prudencio Soto López, símbolo que cuenta con el arreglo e interpretación del ex estudiante carolino Carlos Rubina Burgos.
En 1934, el director del colegio, Neptalí Zavala del Valle, formula el lema “Un Carolino un Caballero”, frase que es muy conocida los puneños y que forma parte la tradición carolina.
En 1953, por disposición del presidente peruano Manuel A. Odría mediante Resolución Suprema N.º 578 se ordena el traslado del Colegio Nacional de San Carlos a la infraestructura de la Gran Unidad Escolar “José Domingo Choquehuanca”.
En 1957, el colegio es clausurado por quinta vez, por efecto del traslado efectuado el 20 de agosto del mismo año al local de la Gran Unidad Escolar José Domingo Choquehuanca, ahora denominado Gran Unidad Escolar San Carlos.
En 1964, el Colegio Nacional San Carlos, reabre sus puertas en fecha 20 de mayo con el retorno de la comunidad carolina a su viejo local del Parque Manuel Pino, tomando la denominación de Glorioso Colegio Nacional de Varones San Carlos de Puno, ese mismo año, Faustino Condori López, funda el Club Deportivo Real Carolino, considerando que el Club Deportivo Unión Carolina fue apropiado por la Gran Unidad Escolar San Carlos.
En 1967, el presidente Fernando Belaúnde Terry promulga la Ley N.º 16388 promulgado el 13 de enero del mismo año, que crea una sección Vespertina en el Colegio Nacional de San Carlos de la ciudad de Puno.
En 1975, el Ministerio de Educación del Perú,  emite la Resolución Ministerial N.º 2420, por el cual dispone la entrega de un diploma de honor a Nombre de la Nación que testimonia y expresa sus 150 años de fundación. El mismo año por el sesquicentenario a los Juegos Florales Carolinos se le denomina “Víctor Salas Bartra” en reconocimiento al padrino vitalicio de este evento tradicional.
En 1978, el colegio ocupa el primer puesto en el concurso de danzas “Kantuta de Oro” organizado por la séptima Región de Educación del departamento de Puno.
En 1980, la vieja casona del Glorioso San Carlos (bloque frontal) fue declarado Patrimonio Cultural de la Nación mediante la R.S. N.º 0928-80-ED de fecha 23 de julio del mismo año por el Instituto Nacional de Cultura del Perú. El mismo año el colegio organizó diversos eventos, como el Primer Simposium Internacional Bolivariano vida, obra y pensamiento de Simón Bolívar, y el concurso departamental de danzas autóctonas Balsa de Oro.
En 1982, mediante Decreto Supremo N.º 053-82-VI, se autoriza expropiar un área aproximada de 14,300 metros cuadrados, ubicada en la esquina de la avenida El Sol y el jirón Talara en la ciudad de Puno, lugar donde se edificó la sede anexa del colegio, el mismo año, los carolinos alcanzan el primer lugar a nivel regional en el concurso de Danza “Ñusta de Oro” organizado por la empresa de bebidas Coca Cola.
En 1983, la institución educativa organiza el segundo Simposium Internacional Bolivariano vida, obra y pensamiento de Simón Bolívar, también ocupa el primer lugar en el concurso de danza Ñusta de Oro y en el concurso de bandas organizado por séptima Región de Educación y la cuarta División de Infantería; asimismo, se realizó una actuación de la llegada de Simón Bolívar a los pueblos de Pucará, Juliaca y Puno, y se organizó la primera edición de la entrada de K’apus en honor San Carlos Borromeo.
En 1984 y 1985, el colegio alcanza el primer lugar en el concurso de danzas Ñusta de Oro.
En 1995, el colegio ocupa el primer lugar en danzas magisteriales a nivel departamental.
En 1996 el colegio ocupa el primer lugar en la feria de ciencias a nivel departamental y segundo lugar en el concurso regional de Bandas Escolares realizado en Ilo.
Entre los años 1996 a 1998, el colegio se corona como tricampeón de atletismo en los juegos deportivos escolares.
En 1997 el colegio ocupa el primer lugar en el XIV Concurso Nacional de Matemática Intercolegios Centenarios del Perú. El mismo año, en el aniversario de fundación del colegio se crea la Gloriosa Estudiantina Escolar “San Carlos”; y resulta el colegio campeón del deporte escolar de la ciudad de Puno.
En 1998, la Universidad Nacional del Altiplano de Puno, declara como Excelencia al colegio. Ese mismo año es anfitrión del XV Concurso Nacional de Matemática Intercolegios Centenarios del Perú. El mismo año, suscribe convenio con el Instituto Maharishi.
En 1999, el colegio recibe del Instituto Americano de Arte el premio “Kantuta de Oro”.
En 1999, el colegio es campeón departamental de vóley, básquet; queda en tercer lugar en concurso de estudiantina (Lampa), segundo lugar en concurso de estudiantina (Puno), primer lugar en desfile por fiestas de Puno, primer lugar en feria de ciencias a nivel departamental, segundo lugar en Concurso de Razonamiento Matemático (Puno), segundo lugar en Concurso Nacional de Matemática (Chiclayo), sexto lugar de 320 colegios que participaron en la IV Olimpiada de Matemática (Huancayo), segundo puesto en el IX Concurso Regional de Matemática (Juliaca).

### SigloXXI

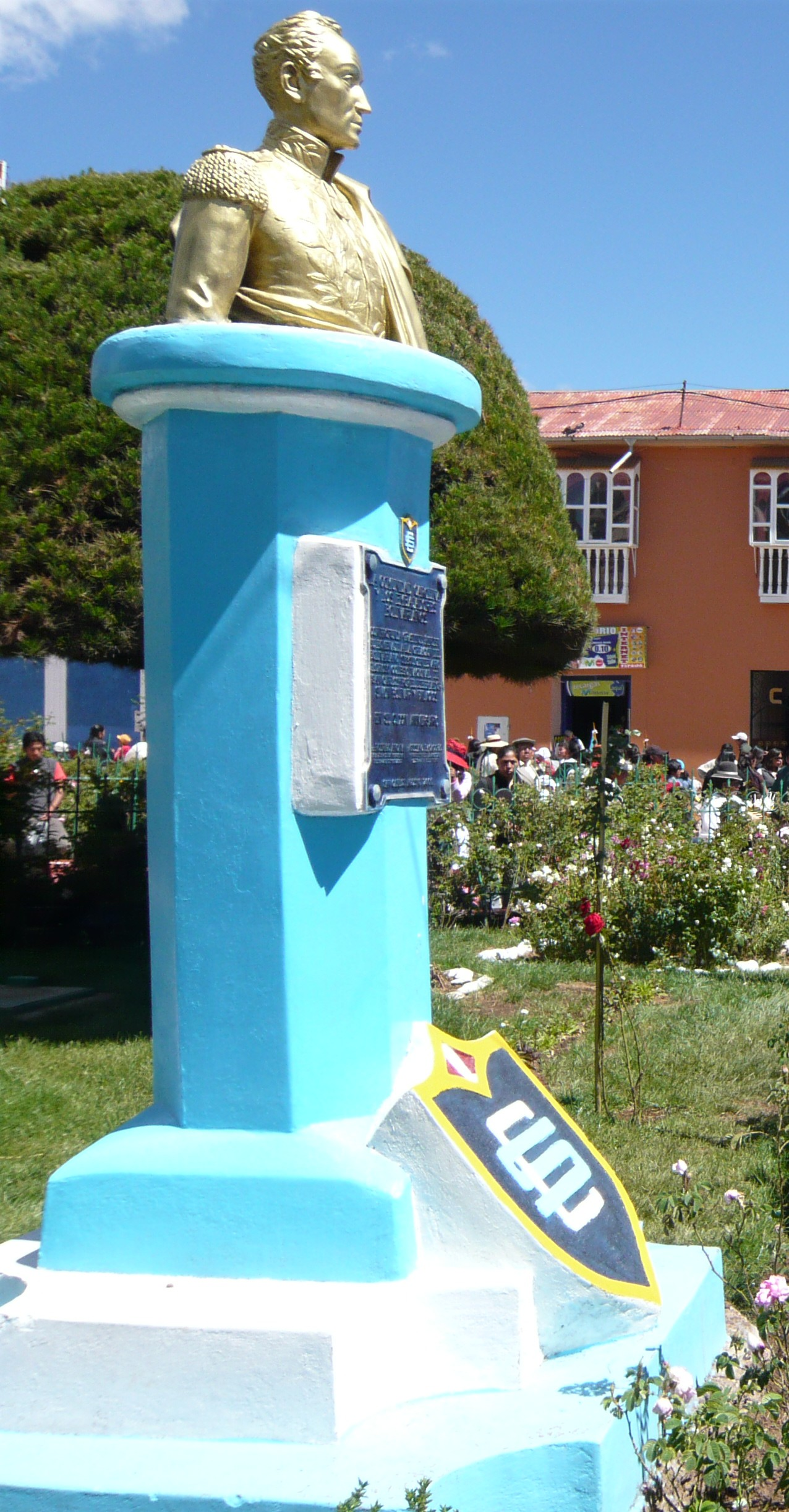
Busto de Simón Bolívar, fundador del Glorioso Colegio Nacional de San Carlos, ubicado en el frontis del colegio hasta el 2014

El 31 de agosto de 2000, se realizó la develación del busto del libertador Simón Bolívar en el frontis de la Vieja Casona del Glorioso Colegio Nacional de San Carlos de Puno ubicado en el Parque Manuel Pino de la ciudad de Puno, este acto contó la presencia de los embajadores de Venezuela, Bolivia y Ecuador y delegaciones de colegios bolivarianos de Cusco (Educandas y Ciencias), quienes participaron del II Simposium Internacional Bolivariano, posteriormente, en el 2014 el busto fue removido por la remodelación del parque Manuel Pino.
En el 2003, los colegios bolivarianos en el III Fórum Internacional de Colegios Bolivarianos reconocen al colegio como legítimo heredero de Simón Bolívar, por ser este su fundador. El mismo año el Poder Judicial del Perú,  ratifica la propiedad de la sede anexa donada por el Concejo Provincial de Puno a favor del colegio, con una extensión de 3166 metros cuadrados.
En el 2004 por política del gobierno de Alejandro Toledo Manrrique, se emite el Decreto Supremo N.º 021-2003-ED y la Resolución Ministerial N.º 0302-2004-ED que consideran al colegio Glorioso San Carlos en la muestra de Instituciones Educativas a nivel Nacional para aplicar en forma localizada el Programa Nacional de Emergencia Educativa entre los años 2004 y 2006. El mismo año el colegio participa en el IV Fórum Internacional de Colegios Bolivarianos; asimismo, ocupa el primer lugar en el Concurso Regional de inglés organizado por el Colegio San Román de Juliaca y el Colegio Mac Milán de Lima, también fue campeón en el Concurso Nacional de Matemática organizado por el Ministerio de Educación, y segundo lugar en el Concurso de Bandas Escolares de Puno organizado por la Dirección Regional de Educación de Puno y la Federación Regional de Folklore y Cultura de Puno; por último ese año inicia la construcción del Estadio Escolar Simón Bolívar ubicado en la sede anexa del referido colegio.
En el 2005, el colegio organiza el II Encuentro Nacional de Alumnos Líderes de Colegios Emblemáticos del Perú. Y ocupa el primer lugar en el concurso CIENTEC 2005.
En el 2006, el colegio obtiene los tres primeros lugares en un concurso regional de historia de Puno, organizado por la IES Independencia Nacional de Puno. Y el segundo lugar en el concurso de FENCYT.

#### 2007
1. Segundo lugar a nivel nacional entre colegios nacionales y particulares, en el Concurso Los que más saben de Radio Programas del Perú (RPP).[57][58]
2. Campeón Regional de Fútbol el Club Deportivo Real Carolino y representante estudiantil de la Región Puno.
3. Primer lugar en la XVII FENCYT II Fase 2007 Área de tecnologías de información y comunicación
4. Segundo lugar eb el X concurso regional de Estudiantinas Estudiantiles 2007 – Charango de Plata.
5. Organiza el XXIV Concurso Nacional de Matemática ínter colegios centenarios del Perú en honor de Máximo de la Cruz Solórzano.[59]
6. La vieja casona del colegio es declarado monumento integrante del Patrimonio Cultural de la Nación.[60][61]

#### 2008
1. Es declarado Miembro de Honor del Consejo iberoamericano en honor a la excelencia educativa,  y en la ciudad de Guayaquil en Ecuador recibe el premio iberoamericano en honor a la excelencia educativa.[39]
2. El Alcalde de Puno, Luis Butrón Castillo, propició la construcción del Estadio Simón Bolívar, césped natural, malla olímpica, tribuna occidente, campos deportivos y piscina semiolimpica en la sede anexa del colegio, ubicado en la Avenida El Sol, Jirón Talara y Pasaje Ramis.
3. En los Juegos Deportivos Nacionales 2008 se obtiene el primer lugar en la disciplina de fútbol categoría sub. 14 a nivel de la marco región sur.
4. En la disciplina de atletismo se obtiene la medalla de oro y primer lugar entre los departamentos de Cusco, Apurimac y Puno.
5. En los Juegos Florales Nacionales 2008 se obtiene siete primeros lugares en diferentes opciones artísticas a nivel de la UGEL Puno y cuatro primeros lugares a nivel regional.
6. La colegio participa en el VIII Fórum Internacional de Colegios Bolivarianos, realizado en la ciudad boliviana de Cochabamba.[39]
7. El Ministerio de Educación del Perú anuncia la remodelación y equipamiento de grandes unidades escolares e instituciones educativas emblemáticas, entre ellos el Glorioso Colegio Nacional de San Carlos de Puno.[62][63]

#### 2009
1. Organizador del I Congreso Internacional de Colegios Bolivarianos.[64]
2. El gobierno de Alan García, dispuso la remodelación y equipamiento del colegio a través del Programa Nacional de Recuperación de las Instituciones Públicas Educativas Emblemáticas y Centenarias, para ello se anunció que el colegio recibiría 10 millones de nuevos soles del Estado peruano para antender infraestructura y tecnología educativa.[65][66][67]
3. Se realizá la entrada de K'apus en honor al Santo Patrono San Carlos Borromeo.[68]

#### 2010
1. El Ministerio de Educación del Perú, anuncia el inicio de la remodelación y modernización del Colegio.[69]
2. Se suscrbibe el Acta de Buena Pro entre el Ministerio de Educación del Perú y el Consorcio San Carlos para la adecuación, mejoramiento, sustitución de la infraestructura y equipamiento de la Institución Educativa Glorioso Colegio Nacional de San Carlos de Puno en el marco del Programa Nacional de Recuperación de las Instituciones Educativas Públicas Emblemáticas y Centenarias.[70]

#### 2011
1. La remodelación de la infraestructura del Colegio y sede anexa se encuentra al 48% de avance.[71]
2. El 6 de noviembre se realizó la procesión de San Carlos Borromeo, Santo Patrono del colegio por las diferentes arterias de la ciudad de Puno.[72]

#### 2012
1. Los estudiantes carolinos y padres de familia del Glorioso Colegio Nacional de San Carlos y otros colegios en los diferentes niveles educativos, salen a las calles de la ciudad de Puno a protestar exigiendo a las autoridades el reinicio de labores escolares.[73]
2. En mérito a la Resolución Ministerial N.º 0075-2012-ED, se aprueba el presupuesto deductivo y adicional de la obra "Adecuación y Mejoramiento,  Sustitución de la Infraestructura y Equipamiento del I.E. Glorioso Colegio Nacional de San Carlos de Puno".[74]
3. Culminan las obras de remodelación de la infraestructura del colegio.[75][76]
4. Obtención de mella de oro en la IX Olimpiada Nacional Escolar de Matemática.[77]
5. Colegio líder en ingreso de estudiantes carolinos a la Universidad Nacional del Altiplano de Puno.[78]

#### 2013
1. Primero, tercero y cuarto lugar en la macro regional del Concurso Nacional César Vallejo.[79]
2. Primer lugar a nivel nacional del Concurso de Matemática de colegios centenario del Perú.[79]
3. Primer lugar a nivel regional en el II Concurso de Argumentación y Debate en lengua originaria, categoría idioma castellano.[79]
4. Primer lugar a nivel regional en el XIII Regional English.[79]
5. El colegio organizó los juegos carolinos 2013.[80]
6. Organizó una celebración por el día de la madre.[80]
7. Por el día del estudiante, organizó una celebracióny viaje a Chifrón en Capachica.[80]
8. Organizó las novenas por el Santo Patrono San Carlos Borromeo.[80]

#### 2014
1. El Poder Judicial del Perú, capacitó a doscientos estudiantes carolinos sobre Bullyng y violencia familiar en el auditorio de la Corte Superior de Justicia del Distrito Judicial de Puno.[81][82]
2. El Colegio participa en el IV Congreso Internacional de Colegios Bolivarianos, organizado por el Glorioso Colegio Nacional de la Independencia Americana.[55]
3. Colegio líder en ingreso de estudiantes carolinos a la Universidad Nacional del Altiplano de Puno.[83]
4. Se realiza la escenificación por los cincuenta años de traslado y reapertura del colegio.[41]
5. Primer puesto en la categoría “B” Teatro en los Juegos Florales Escolares Nacionales 2014.[84][85][86][87]
6. Primer puesto en marcha atlética de los Juegos Escolares Macro Regionales.[88]

#### 2015
1. Primer lugar de teatro Puno y subcampeón nacional
2. Primer lugar Concurso “Saberes Aprendidos Sobre Afirmación Cultural e Historia Regional 2015”, evento que fue auspiciado por la Universidad Nacional del Altiplano de Puno.[89]
3. El 23 de abril de 2015, en el Parque Manuel Pino de la ciudad de Puno se realizó el Concurso de Periódicos murales.[90]
4. La Unidad de Gestión Educativa Local Puno (UGEL Puno) adjudica al Prof. Ricardo Melo Quispe como Director del Colegio.[91]
5. El colegio ganó en el concurso de bandas a nivel de Puno en el marco de los Juegos Florales Escolares Nacionales 2015.[92]
6. Organiza la Tradicional Maratón Carolina.[93]
7. Organiza la Entrada de k’apus – Parada Carolina.[93]
8. Los estudiantes carolinos iluminarón la insignia del colegio en el Cerro Azoguini de Puno.[93]
9. Organizarón una Misa y Procesión del Santo Patrono San Carlos Borromeo.[93]
10. El Congreso de la República del Perú, dictó talleres participativos a trescientos estudiantes del colegio.[94]
11. El colegio realizó un concurso de periódicos murales en el Parque Manuel Pino.[95]
12. El colegio organizó un desfile escolar en el Parque Manuel Pino, por el 194 aniversario de la República del Perú.[96]

#### 2016
1. El 14 de marzo de 2016, se realizó el lanzamiento del buen año escolar 2016, por el director de la Unidad de Gestión Educativa Local de Puno, Ciro Ramos Jara en el Glorioso Colegio Nacional de San Carlos de Puno.[97][98]
2. El Programa Nacional de Infraestructura Educativa (PRONIED) del Ministerio de Educación del Perú entregó nuevo mobiliario escolar al colegio, consistentes en 211 bienes valorizados en S/. 71 808 soles peruanos.[99]
3. El colegio recibe la visita del INDECOPI en el marco del programa "Yo decido, yo respeto".[100]
4. El nivel primario del colegio acuerda con la Municipalidad Provincial de Puno, ayudar en la apertura del Pasaje Ramis de la ciudad de Puno.[101]
5. El colegio ocupa el tercer lugar del nivel secundario en el desfile cívico escolar por el 195 (CXCV) aniversario de la Independencia del Perú, organizado por la Unidad de Gestión Educativa Local Puno (UGEL Puno).[102]
6. La Universidad Nacional del Altiplano de Puno, donó libros publicados por esta casa superior de estudios al colegio.[103][104]
7. El colegio recibe la visita de la Dirección Regional de Transportes y Comunicaciones de Puno en el marco de la campaña "Antenas Buena Onda".[105][106]
8. La Municipalidad Provincial de Puno, reconoce al colegio por su 191 aniversario de creación.[107]
9. La Marina de Guerra del Perú, dicta charlas sobre Servicio Militar Voluntario a los estudiantes carolinos.[108]
10. El colegio organiza la 26 feria de ciencias EUREKA 2016.[109]
11. Los carolinos apoyan en el Primer City Tour en Puno.[110]
12. Una delegación de carolinos participaron en el 50 aniversario del Colegio Túpac Amaru de Nuñoa.[111]
13. Se emite el programa Antena Carolina en Radio Onda Azul.[112]
14. El colegio campeona en prueba de dos mil metros planos en los Juegos Escolares Nacionales (etapa Nacional), con ello clasifica al Sudamericano de Colombia.[113]
15. Los niveles inicial y primario ocupan el primer lugar en concurso de escoltas escolares por el 348 aniversario de la ciudad de Puno.[114]
16. Realizá la tradicional entrada de K'apus para homenajear a San Carlos Borromeo y por los 348 aniversario de Puno.[115]
17. El colegio clasifica a la etapa nacional de los Juegos Florales Nacionales del Ministerio de Educación del Perú, en la disciplina teatro.[116]
18. Organiza el primer concurso de trabajos con material reciclado.[117][118]
19. El Ministerio de Educación del Perú, entrega certificado de bono escuela 2016 al colegio por mejor desempeño en el año 2015.[119]
20. Primer puesto en las categorías danza urbana, escultura, habilidades de búsqueda y organización de información, teatro, declamación, creación y gestión de blog,  en los Juegos Florales Escolares Nacionales 2016 – Etapa UGEL Puno.[120]

#### 2017
1. Se implementa el Currículo Nacional del Ministerio de Educación del Perú.[121]
2. La Universidad Nacional del Altiplano de Puno, reconoció a estudiantes carolinos que ingresaron a la misma.[122]
3. El nivel inicial participa en marcha de sensibilización por el agua.[123]
4. El Ministerio de Educación del Perú, usa local del colegio para la realización de la prueba nacional para el nombramiento de docentes.[124]
5. Los estudiantes carolinos apoyan la huelga nacional del Sindicato Unitario de Trabajadores en la Educación (SUTEP).[125]
6. El 14 de noviembre se inaugurá el campus virtual, que comprende cableado estructurado y televisores grandes en cada aula.[126]
7. Estudiante de primaria ocupa primer lugar a nivel nacional en el Vigésimo Concurso Nacional de Matemática (Conamat)[127]
8. Campeón sudamericano en atletismo con el estudiante Guido Bustamante Mamani.[128]
9. Campeones en los Juegos Florales: Hip Hop, y a nivel regional campeones en la categoría “B” de Teatro.[128]
10. Ganador del concurso "Buena Práctica" del Ministerio de Educación, con "Matemática lúdica online" desarrollado por el docente Rodolfo Montesinos Aguilar.[129][130]

#### 2018
1. La Superintendencia Nacional de Servicio de Saneamiento, organizó Taller Informativo para estudiantes carolinos de la primaria.[131]
2. Estudiantes carolinos marcharon contra la corrupción peruana.[132][133][134]
3. El colegio celebró su 193 años de aniversario de fundación bolivariana con el lema "Un Carolino, Un Puneño".[135]
4. La Universidad Nacional del Altiplano, saluda al colegio por 193 aniversario de fundación.[136]

#### 2019
1. El colegio recibe un terreno de 875. 57 metros cuadrados ubicado en el jirón Ilo número 211 de la ciudad de Puno, por parte de la Municipalidad Provincial de Puno.[137]

#### 2020
1. El colegio inicia actividades pedagógicas no presenciales por la pandemia de COVID-19.[138]

#### 2021
1. El colegio es integrado en los niveles inicial, primaria, secundaria y alternativa con un solo director general.
2. El local del colegio fue usado como punto de vacunación contra el COVID-19 para personas mayores de 60 años.[139][140]

#### 2022
1. El colegio vuelve a las clases presenciales.[141]
2. Premiado como colegio excelencia en matemática en la UGEL Puno.[142]
3. Primer lugar a nivel nacional en baile urbano categoría "B".[143]

#### 2023
1. Recibe distinción por la Universidad Nacional del Altiplano por mayor número de ingresantes.[144]
2. El Rector de la Universidad Nacional del Altiplano participó en la Ceremonia de conmemoración de los 198° Aniversario de creación del colegio.[145]

#### 2024
1. Lanzamiento del bicentenario.[146][147]
2. La Ley N. 32094 declara de interés nacional la restauración, protección, conservación, puesta en valor y gestión de la Casona del Glorioso Colegio Nacional San Carlos.[148]
3. Participación en el desfile cívico militar en la ciudad de Lima.[149]
4. Organiza el Primer Concurso Regional de Matemática – Coremat 2024.[150]
5. Organizó el Corso Carolino 2024.[151][152]
6. Medalla de oro en el Sudamericano de Los Juegos Escolares 2024, Bucaramanga (Colombia).[153]
7. Campeón nacional de Baile Urbano en los Juegos Florales Escolares Nacionales.[154]

#### 2025
1. Campeón invicto en la categoría “A” del campeonato deportivo escolar organizado por la UGEL.[155]
2. Gana en teatro y representa a Puno en etapa nacional de Juegos Florales 2025.[156]
3. Una bancada del Congreso de la República del Perú resalta el rol educativo de Glorioso Colegio Nacional de San Carlos de Puno por sus 200 años de fundación.[157]

### Decreto del 7 de agosto de 1825 de Simón Bolívar

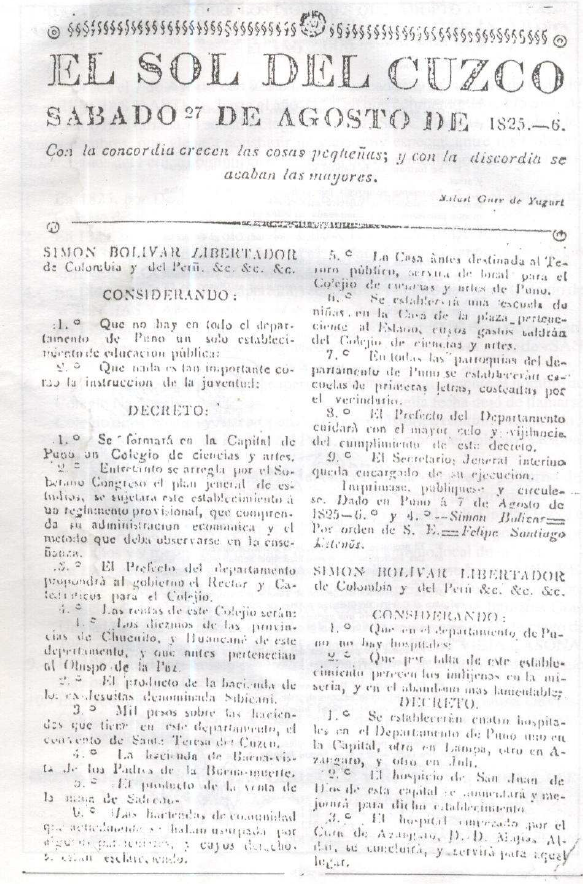
Decreto del 7 de agosto de 1825, publicado el 27 de agosto de 1825 en el Diario El Sol del Cuzco.

El manuscrito del Decreto del 7 de agosto de 1825, se encuentra en el Archivo Regional de Puno, y este fue ubicado por Luis Urviola Montesinos, exestudiante del colegio, este decreto crea el Colegio de Ciencias y Artes de Puno y una escuela de niñas.
El referido decreto, fue publicado en el Diario El Sol del Cuzco el sábado 27 de agosto de 1825 y ratificado mediante Ley publicada el 31 de mayo de 1828, en el gobierno del Presidente José de la Mar, en que se ordena la creación del edificio y los fondos para el funcionamiento del colegio.
El mismo día de la fundación del colegio,  el Libertador emite otro Decreto que incorpora Chucuito y Huancané al Obispado del Cuzco y decreta que sus diezmos será destinados al Colegio de Ciencias y Artes de Puno.
El 08 de agosto del mismo año, el Secretario del Estado Peruano, Felipe Santiago Estenós,  emite una resolución aplicando las Cuartas Episcopales a los Colegios de Ciencias y de Educandas, establecidos por Decreto del 7 de agosto de 1825.
El 31 de mayo de 1828, el Presidente José de la mar, promulga la Ley 29 de mayo de 1828, por el cual decreta que el ejecutivo ordenara lo conveniente para que tenga efecto el decreto de 7 de agosto de 1825.
El 17 de diciembre de 1829, el senado peruano emite una ley disponiendo que sin perjuicio de que las cantidades recaudadas por los administradores del tesoro público de Puno, sirvan para levantar el local del Colegio de Ciencias y Artes de Puno.

### Vieja Casona y locales que ocupó el colegio "San Carlos"

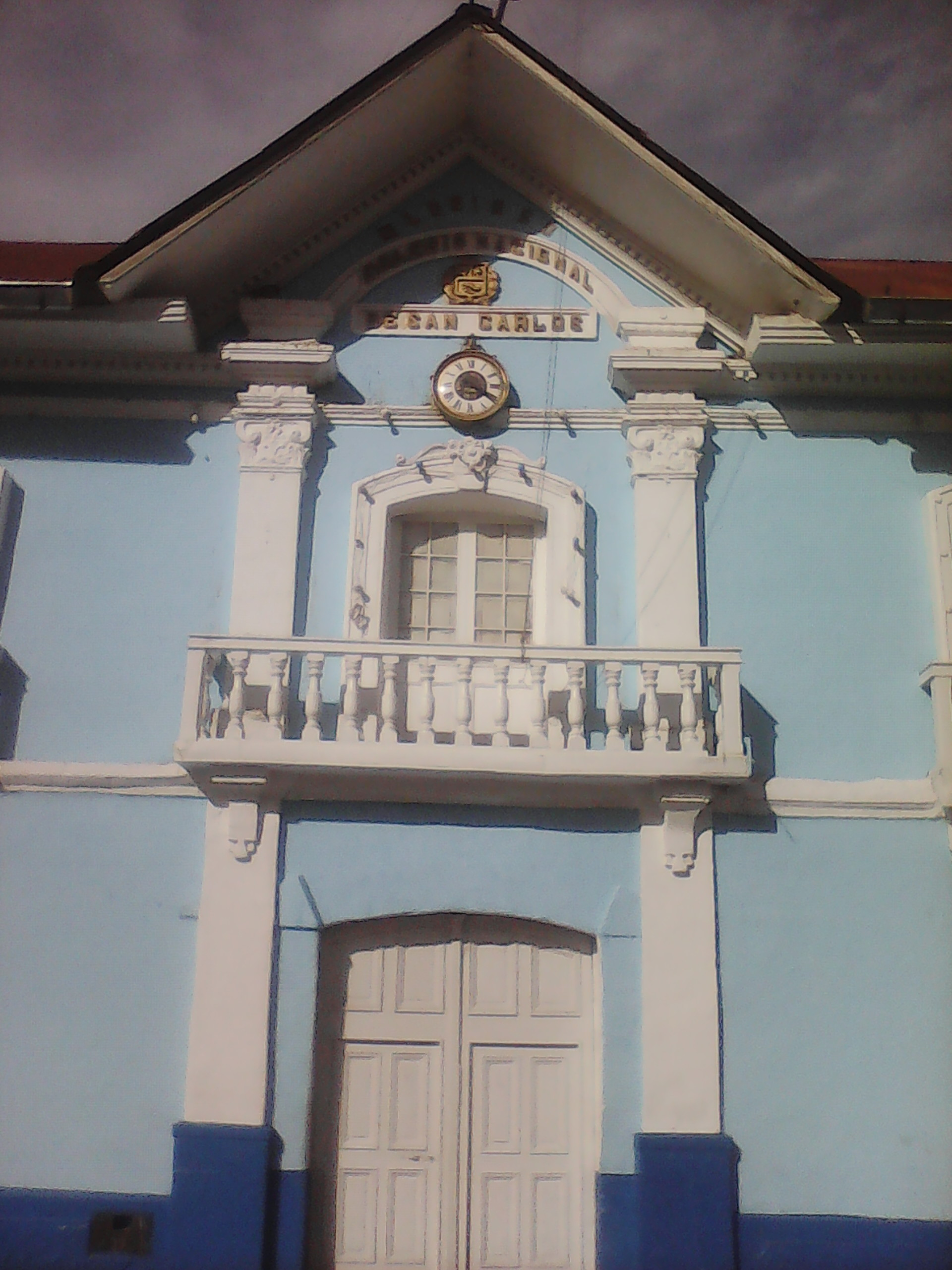
Vieja Casona, ubicado en el Parque Manuel Pino, Puno

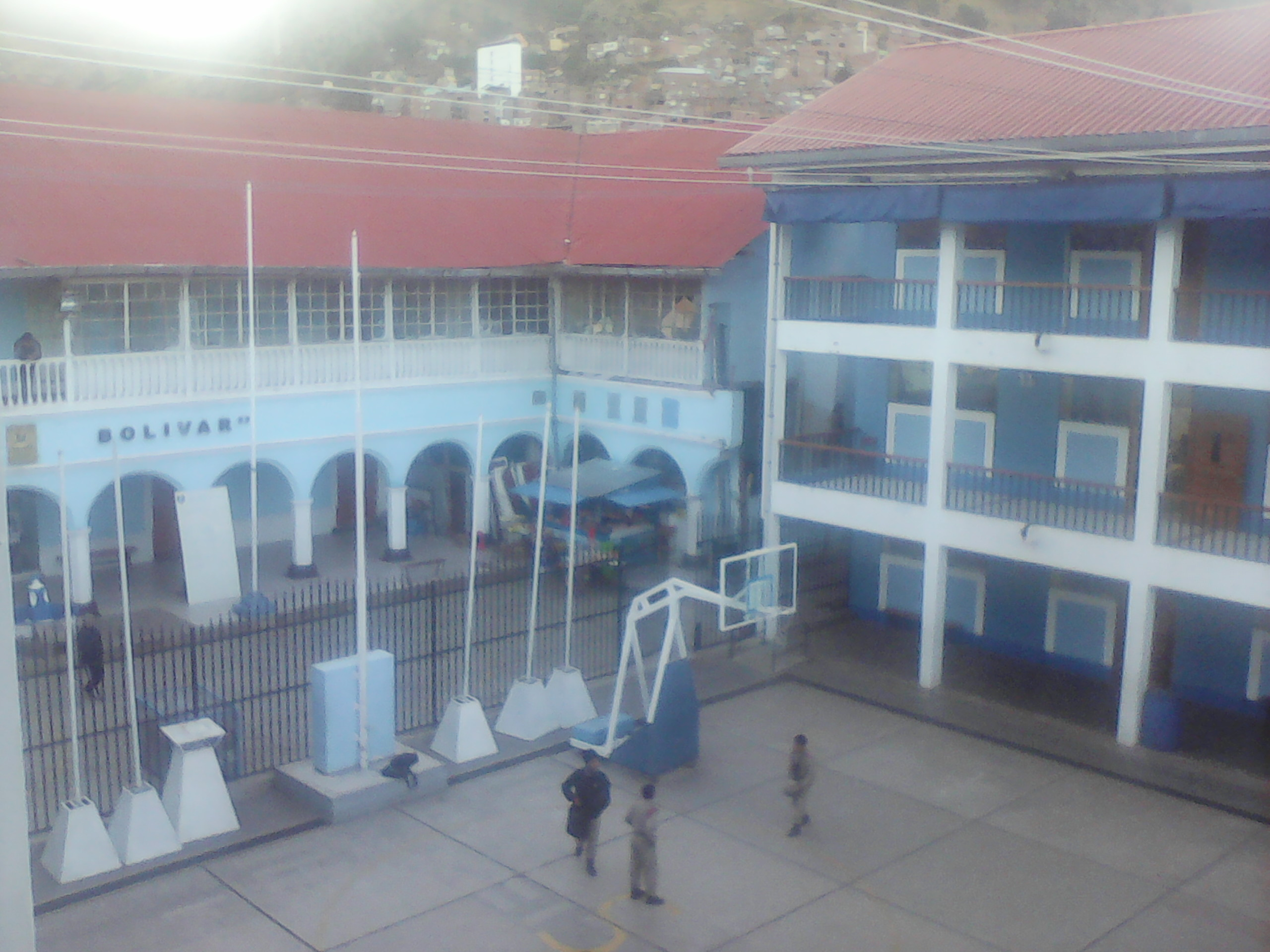
Parte trasera de la Vieja Casona y vista parcial del patio del Glorioso Colegio Nacional de San Carlos.

La fecha de su construcción fue en 1851, esta edificación llamada vieja casona, fue usada como salones del Colegio de Ciencias y Artes de Puno fundada por el Libertador Simón Bolívar en el Sur del Perú en 1825, y la primera Universidad de Puno ,  ahora la vieja casona es un patrimonio cultural de la nación peruana y una reliquia para los ciudadanos de Puno.
El Dr. Juan C. Rossel, cuenta que el 20 de abril de 1847, el presidente Castilla, nombró como prefecto del departamento de Puno, al General don Alejandro Deustua hasta mayo de 1848, este militar, con los diezmos adjudicados para el local del colegio, hizo que demolieran los cimientos de la casa que fue del Intendente Manuel Quimper, para levantar un edificio de acuerdo a los planos que elaboró Alejandro Cano por encargo del Coronel Juan Espinoza. En 1850, Destua volvió a desempeñar la prefectura, y se empeñó en terminar la construcción para ello llevó su despacho por las tardes, duplicó el número de operarios, bajo la dirección del Arquitecto Manuel Calisaya; la obra terminó el 2 de febrero de 1851.
El intelectual Samuel Frisancho Pineda, señala que desde la creación del colegio, las labores pedagógicas se realizaron en varios lugares, en las cuevas del cerro de Huacsapata, terrenos descampados del antiguo campo llamado "Piquete" donde esta el Hospital Regional "Manuel Núñez Butrón"; el Dr. Giraldo, por su parte refiere que a principios de 1826, el colegio se instaló en una casa de la calle Ayacucho, luego pasó a la casa de la señora Indalecia Rodríguez en la calle Deustua, posteriormente paso a la casa de los Garcés. El Dr. Rossel, indica que el colegio, también se trasladó a una casa de la calle Grau, de propiedad de Salvador Pinazo.

En este local construido por el esfuerzo del Gral. Alejandro Destua se educaron muchas generaciones y su claustros fueron testigos de muchas esperanzas hecha realidad y muchos esfuerzos frustrados. Su inauguración se llevó a cabo con mucha pompa y alegría de toda la ciudadanía puneña el 2 de febrero de 1851. Así trascurrió la vida del Colegio en el magnífico y moderno local, que para su tiempo era modelo de plantel escolar, hasta que con la Guerra llamada del Pacífico y la invasión de los chilenos a nuestra ciudad el 4 de noviembre de 1883, el local del colegio lo transformaron en cuartel, destrozando sus aulas y saqueando sus archivos, pese haber abandonado Puno las tropas invasoras, por muchos años no pudo reconstruirse el local.
Frisancho Pineda, Samuel

En 1911, con el Dr. Horacio H. Urteaga, comenzó la construcción de la planta alta del Colegio en sus tres claustros, se cambió las tejas por calaminas, la obra terminó en 1913.
El 20 de agosto de 1957, el colegio se traslada al local de la Gran Unidad Escolar José Domingo Choquehuanca ubicado en el Jr. El Puerto,  hasta el 20 de mayo de 1964,  día que el colegio retornó a su viejo local del Parque Pino.
En el 2010, el colegio se traslada a las instalaciones del Pedagógico de Puno, ubicado en Salcedo, por el inicio de la remodelación de las aulas y local anexo del colegio, hasta el 2012, retornando a sus aulas de la vieja casona.

### Escenificación de la entrada de Bolívar
El 7 de agosto de 1983, con motivo de conmemorar una aniversario más de la creación del Colegio de Ciencias y Artes, por el libertador del Simón Bolívar, se desarrolló la escenificación de la llegada de Bolívar a Puno, este hecho, contó con la familia carolina (director, docentes, padres de familia, estudiantes, ex-estudiantes), comunidad puneña, juliaqueña y pucareña.
La escenificación se desarrolló en tres fases, la primera en Pucará, la segunda en Juliaca y la tercera en Puno.
El sociólogo Luis Urviola Montesisnos tuvo el papel de Bolívar, y director de libreto, en codirección con Marcelino Díaz S. y Gilmer Gutiérrez, y la dirección del texto estuvo a cargo de Enrique Bravo Mamani, Gilberto Torres Soto, Edwin Loza Huarachi, Salvador Machaca Crespo y Cirilo Quispe M.;además se contó con amplio reparto que actuaron como autoridades y pobladores de la época.
Esta remembranza fue filmada y parte de ellas se puede observar en el documental "San Carlos: Gloria y Tradición", dirigida por Luis Iván Pérez Quispe.

## Niveles de enseñanza
El colegio imparte enseñanza en los siguientes niveles:
| Nivel / modalidad                         | Nombre                                  | Código modular | Código Local Escolar | Dirección                       | Género  |
| ----------------------------------------- | --------------------------------------- | -------------- | -------------------- | ------------------------------- | ------- |
| Inicial - jardín                          | 196 GLORIOSO SAN CARLOS                 | 0229567        | 441621               | Pasaje Ramis 336, Puno, Perú.   | Mixto   |
| Primaria                                  | 71013 GLORIOSO SAN CARLOS               | 0243972        | 441621               | Avenida El Sol 419, Puno, Perú. | Mixto   |
| Secundaria                                | GLORIOSO COLEGIO NACIONAL DE SAN CARLOS | 0240184        | 441640               | Jirón Arequipa 245, Puno, Perú. | Varones |
| Básica Alternativa - Inicial e intermedio | EBA GLORIOSO SAN CARLOS                 | 0240523        | 441640               | Jirón Arequipa 245, Puno, Perú. | Mixto   |
| Básica Alternativa - Avanzado             | EBA GLORIOSO SAN CARLOS                 | 0239632        | 441640               | Jirón Arequipa 245, Puno, Perú. | Mixto   |

La sede del nivel inicial se ubica en el Anexo del Glorioso Colegio Nacional de San Carlos, fue creada por Resolución Directoral N.º 1172 del año1974, pertenece a la Unidad de Gestión Educativa Local Puno (UGEL Puno), tiene por código modular el 0229567 y 441621 por código de local escolar.
La sede del nivel secundario de la institución educativa de varones está ubicado en el Parque Manuel Pino dentro del radio urbano de la ciudad de Puno y pertenece a la Unidad de Gestión Educativa Local Puno (UGEL Puno), según la Resolución Directoral N.º 674-99-DREP, tiene por código modular el 0240184 y 441640 por código de local escolar.

## Símbolos Carolinos

### Logo del colegio

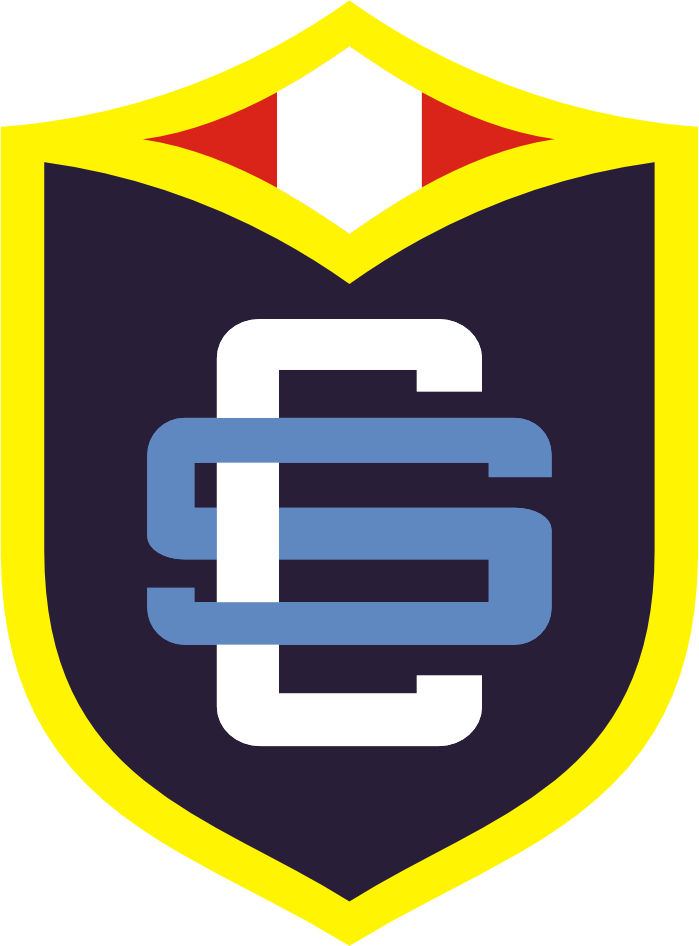

El logo del Glorioso Colegio Nacional de San Carlos, fue creado en fecha incierta y de autor anónimo, tiene la forma de un rombo horizontal de bordes amarillos que tiene en la parte superior los colores de la bandera del Perú (rojo y blanco), en el centro los acrónimos "SC" superpuesto, con los colores deportivos blanco y celeste en fondo azul, la "S" de San y "C" de Carlos.
El logo es usado como una insignia de metal, de madera o de plástico, este último es el más empleado en el uniforme del colegio, y el de metal con un pin en los uniformes de escolta o por los profesores y personal no docente.

### Himno Carolino
El himno carolino, es el mayor símbolo de los carolinos que estudian en el Glorioso Colegio Nacional de San Carlos, cuya letra pertenece a Víctor Villar Chamorro, la música a Prudencio Soto López y los arreglos e interpretación al profesor Carlos Rubina Burgos. El himno está compuesto por un coro, cuatro estrofas y un estribillo.
El intelectual puneño, Samuel Frinsancho, cuenta que en el año 1925, faltaba escasos días para celebrar el centenario del colegio (7 de agosto), y el director Dr. Humberto Luna, reunió a todos los exalumnos carolinos para constituir el Centro Unión Carolina, con la finalidad de crear una canción adecuada al espíritu del colegio, la asamblea encargo al Sr. Víctor A. Villar Chamorro y a Prudencio Soto López, quienes presentaron el himno carolino, recibiendo aplausos y felicitaciones, más tarde Carlos Rubina Burgos,  hizo algunos arreglos a la música que le dieron mayor calidad.

### Alma mater
La marcha Alma mater tiene por compositor de letra a Javier Fuentes Arias y la música y Arreglo del Centro Musical Carlos Rubina Burgos. Su composición posiblemente se produjo después de la reapertura del colegio, promovida por el carolino Luis Quintanilla Torres.

### Logo de los colegios bolivarianos
El logo de los colegios bolivariones fue diseñado por el profesor carolino Alfredo Eugenio Flores Choque, y presentado en el VIII Fórum Internacional de Colegios Bolivarianos (Cochabamba - Bolivia); el logo de forma circular, tiene laureles celestes, la mención de Comunidad de Instituciones Educativas Bolivarianas, seguida de seis estrellas amarillas, banderas de países bolivarianos, en el fondo el mapa de América del centro y del sur, dos manos, libro con las siglas "CIEB", y una antorcha.

### Himno de los colegios bolivarianos
El himno de los colegios bolivarianos, fue aprobado en el año 2004, durante la realización del IV Fórum Internacional de Colegios Bolivarianos que se realizó en la ciudad boliviana de La Paz.
Este himno es usado por todos los colegios que pertenecen a la Comunidad de Instituciones Educativas Bolivarianas, con las siglas CIEB, que tienen por fundador al libertador Simón Bolívar o que comparten el pensamiento bolivariano.

## El Burro como mascota del Glorioso Colegio Nacional de San Carlos
No se tiene certeza de cuando fue adoptado el burro como mascota del Glorioso Colegio Nacional de San Carlos de Puno, empero, se sabe que es una animal muy querido por sus docentes y estudiantes, es usado en la publicidad referida al colegio, en los eventos deportivos y otras actividades representativas. Se dice que el jumento es una animal bíblico, un ser predilecto para la divinidad, por tanto especial por sus nobles cualidades.
La población puneña asocia el burro con los estudiantes del colegio, como un apelativo, "los burros" o los "burritos", mención que es tolerada y tomada como una expresión de cariño.
El burro como mascota también es compartido por el Colegio Nacional Ciencias del Cusco y por el equipo deportivo Cienciano.
El docente carolino Alfredo Flores, considera al burro como un símbolo del Sesquicentenario Glorioso Colegio Nacional "San Carlos", y comenta que:

Los alumnos carolinos reivindican al burrito en sus banderolas deportivas, en las insignias que lo hacen orgullosos, junto con los alumnos ciencianos del Cusco, también llama la atención este pollino cuando acompaña en cada entrada de Kapus por las fiestas de nuestro Santo patrono San Carlitos Borromeo cada 5 de Noviembre con los alumnos del 1° grado de secundaria.
J.A. Flores

## Lema: Un Carolino, Un Caballero
El lema "Un Carolino, Un Caballero", fue enunciado por el Dr. Neptalí Zavala del Valle, que fue nombrado director del colegio por Resolución Suprema N.º 18, del 30 de enero de 1934, en reemplazo del Dr. Washington Cano, según Isaac Manzaneda Gutiérrez, el lema nació porque el referido director tenía un halcón que se encontraba en la pileta del colegio, a veces volaba posándose en el hombro de los carolinos sin hacerles daño, por lo que el Dr. Zavala, decía: él también es un caballero, como ustedes Carolinos.
Otra versión, sostiene que el Dr. Zavala, un día los estudiantes carolinos le hicieron renegar, y en la formación exclamó "Un Carolino, Un Caballero", para causar una reflexión en los estudiantes carolinos.

## Estudiantes carolinos

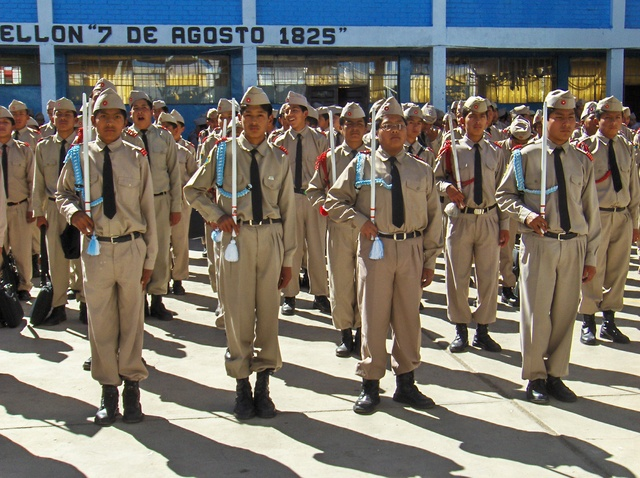
Estudiantes en patio del Glorioso Colegio Nacional de San Carlos de Puno.

Los estudiantes son llamados Carolinos, porque el término Carolino, es un gentilicio relativo a San Carlos, nombre y santo patrono del colegio; que según el maestro y senador José Antonio Encinas:
Decir "Carolino" en el Sur del Perú era ser alumno del Colegio San Carlos de Puno, educado en los principios y propósitos de la mas pura lealtad a la democracia, a la libertad y a la justicia. (...)
El intelectual puneño Mario Edmundo Nuñez Mendiguri, respecto a los carolinos y el colegio afirma:
San Carlos fue el crisol donde se forjaron generaciones de estudiantes que más tarde ganaron importantes espacios en todas las actividades del país desempeñándose como destacados profesionales.
El colegio tiene gran demanda de estudiantes originando colas o filas largas para las inscripciones, por el número limitado de vacantes.

### Algunos carolinos importantes

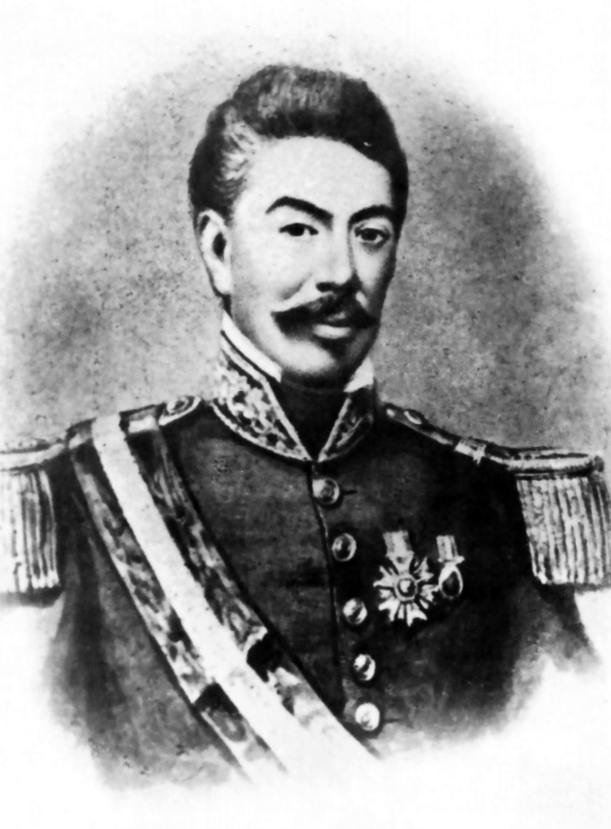
Miguel de San Román
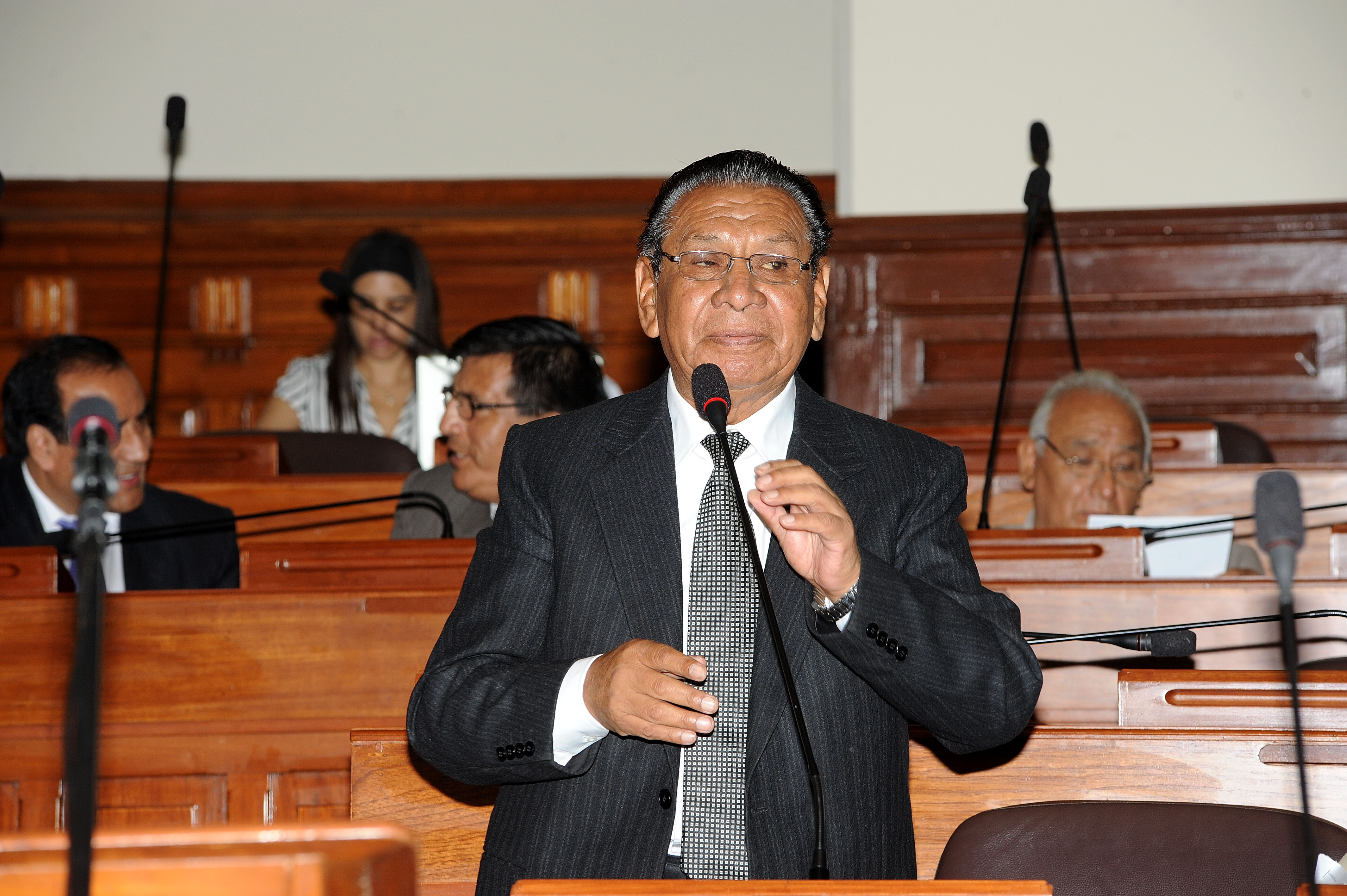
Justiniano Apaza
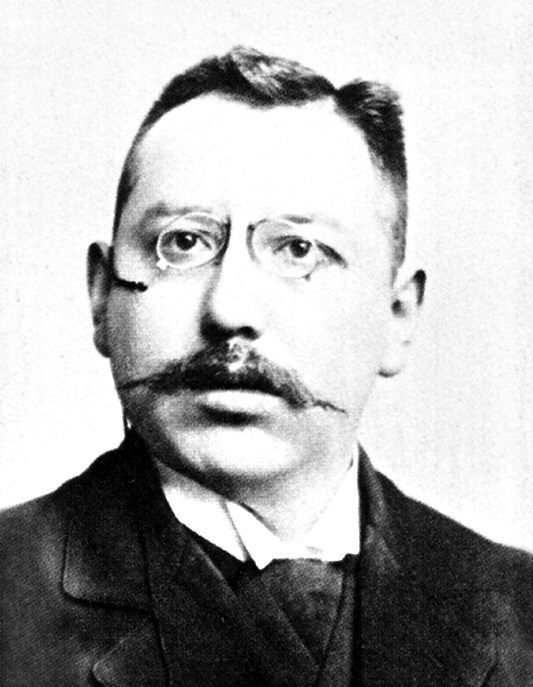
Mariano H. Cornejo Zenteno
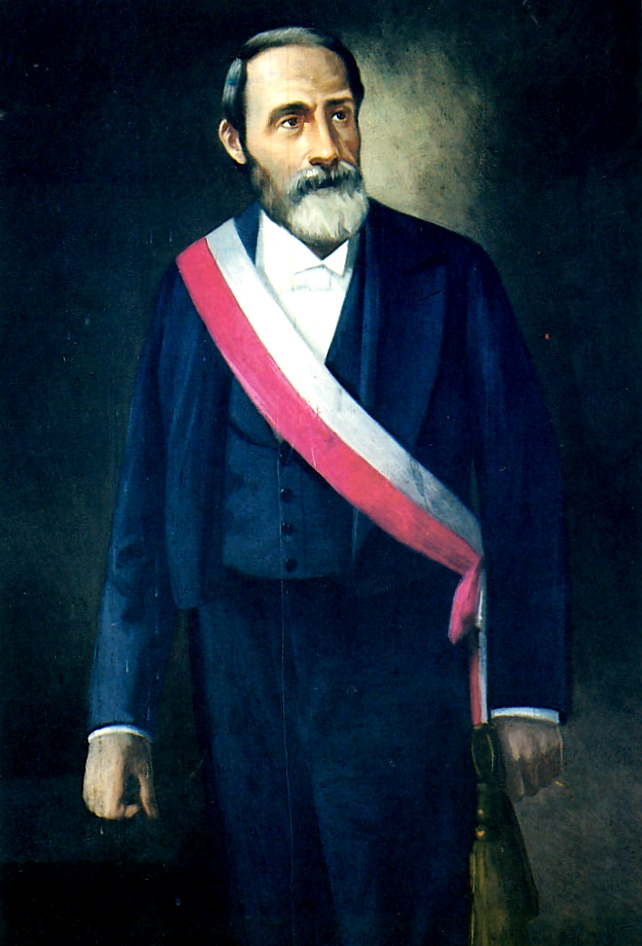
Manuel Costas Arce
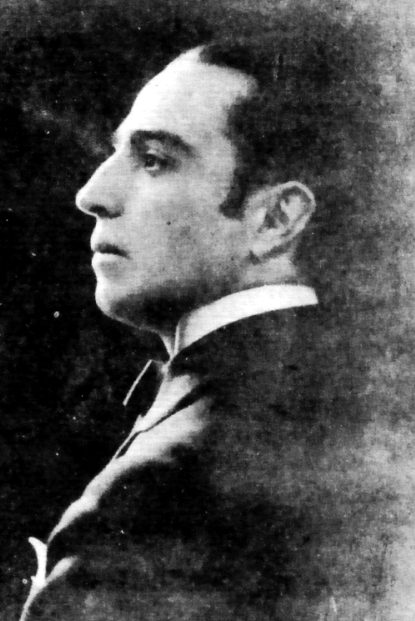
Alberto Guillén Paredes
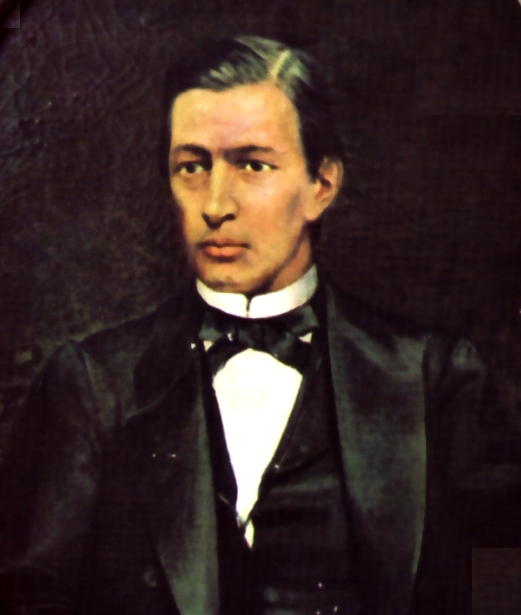
Toribio Pacheco y Rivero
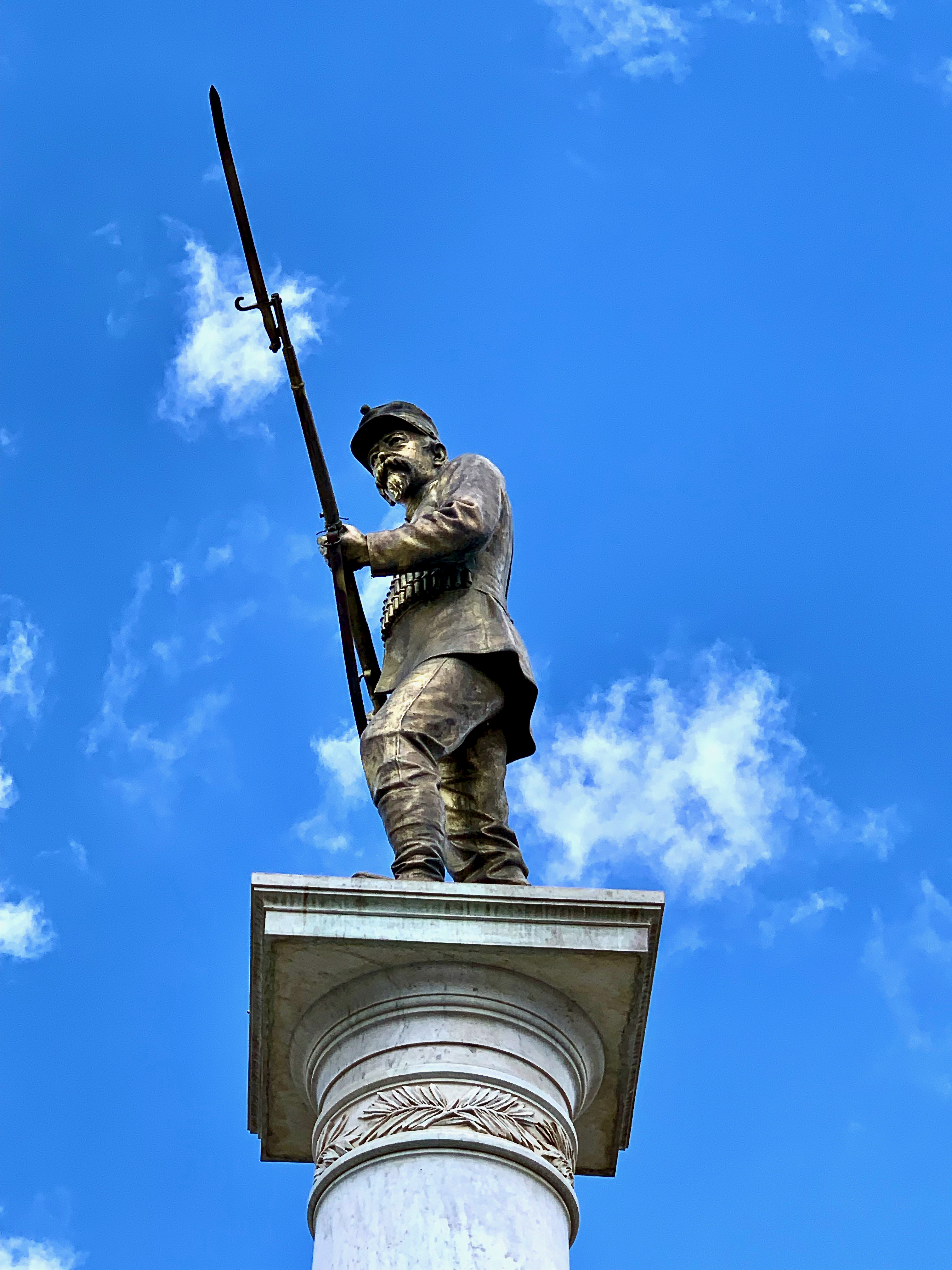
Manuel Pino

### Alcaldes escolares
Del nivel secundario:
- Pablo Beltrán Condori Álvarez, (2014)[191]
- Jeferson Alexsis Chura Fernández, (2015)[cita requerida]
- Gallegos Roque Luis Rodrigo, (2016)[cita requerida]
- Ruelas Apaza Edward Arón, (2017)[cita requerida]
- José Rodrigo Pezo Humpiri, (2019)[cita requerida]
- David Brayan Pacho Burgos, (2023)
- Rainer Duverlly Figueroa Jahuira (2025)[192]

Del nivel primario:
- Ángel Sebastian Mamani Apaza, (2021)[193]
- Dylan Joshua Chuquimamani Ramos (2025)[192]

Del nivel inicial:
- Rusev Kadir Aroapaza Roque (2025)[192]

## Directores y Rectores del colegio

### Rectores desde 1825
- Fr. Mariano Andía (1825)[40]
- Presbítero Melchor Montes de Oca (1828)[40]
- Pedro Zabala (1829)[40]
- Mariano Delgado (1829)[40]
- Dr. Pío Vicente Rossel (1830)[40]
- Dr. José Palacios (1832)[40]
- Dr. Talavera (1835)[40]
- Francisco de Rivero (1835)[40]
- Mariano Corrales (1840)[40]
- Juan Espinosa (1841)[40][194][195][196]
- Antonio Salas (1844)[40]
- Francisco Cabrera (1863)[197]
- Dr. Aníbal Rey de Castro (1867 o 1868)[40]
- Wenceslao Espinoza (1872)[198]
- Dr. Juan Manuel Toro (1873)[198]

### Directores antes de 1964
- Neptalí Zavala del Valle (1935)[199][200]
- Rubén Chávez Aramayo[201]

### Directores desde 1964
- Lizandro Iturry Eduardo[202]
- Alberto Loza Condori[202]
- Ubaldo Castillo Espezua[202]
- César F. Solórzano Aguilar[202]
- Agustín Chura Quispe[202]
- Mario Torres Rado[202]
- José L. Bedoya Catacora[202]
- Fidel Lira Lujan[202]
- Aurelio Herrera Ticona[202]
- Guillermo Flores Viamonte[202]
- Elisban Loayza Ortega[202]
- Hugo Lipa Quina[202]
- Jesús Molina Tapara[202]
- José A. Calizalla Zevallos[202]
- Rubén Quispe García[202]
- Jesús Walter Vela Ortiz[202]
- Samuel Huatta Molleapaza[202]
- Giner Tapia Fernández[203]
- Rómulo Borda Ascencio[204]
- Ricardo Melo Quispe[91]
- Ayda Gadys Cáceres Colquehuanca[205]
- José Antonio Calderón Ramos[206]
- Armando Calsin Calla[207]
- Teresa Zantina Pilco Montes De Oca[208][209]

## Glorioso San Carlos y el Software Libre

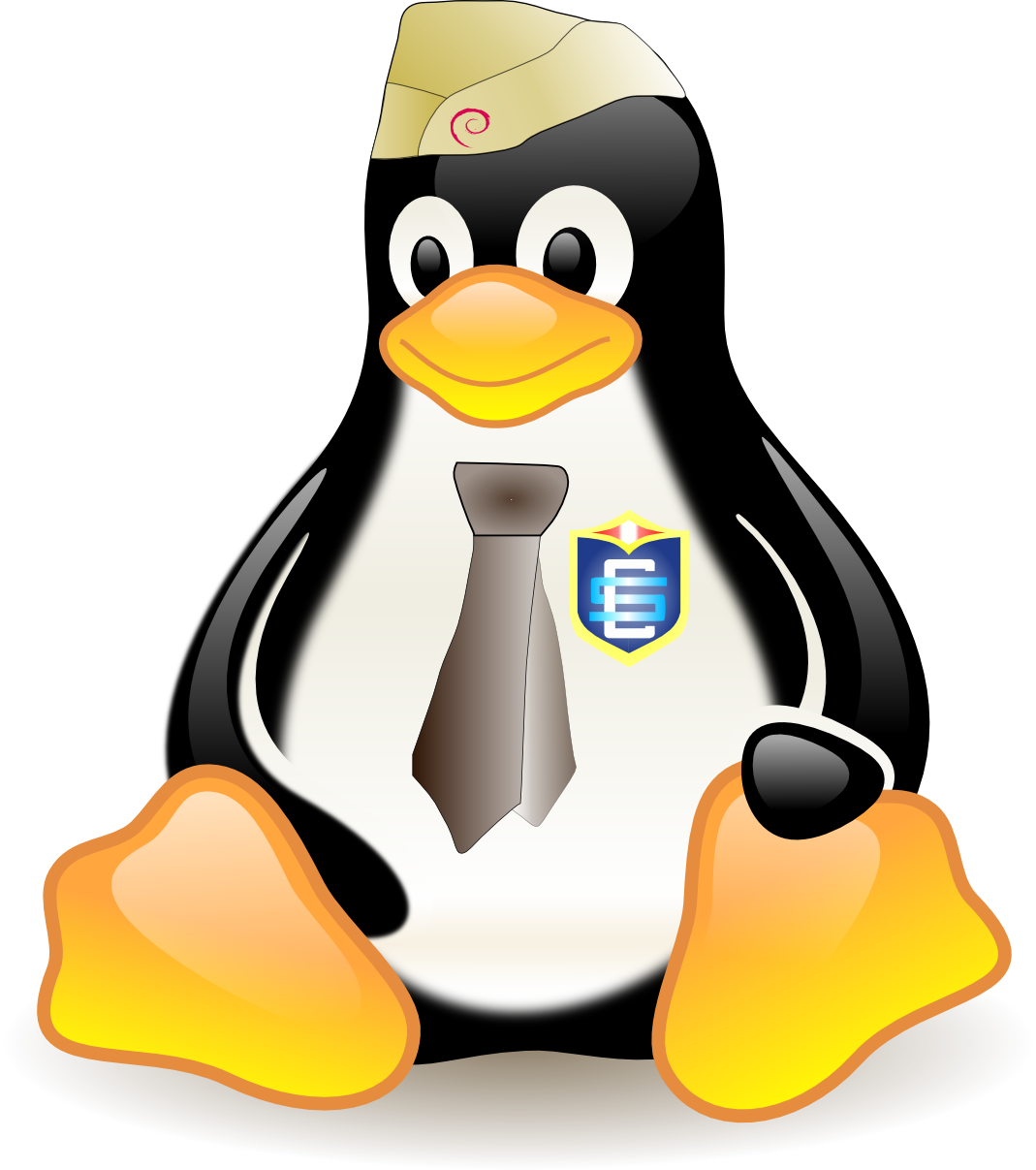
Tux Carolino

Glorioso San Carlos, comenzó su migración a mediados del año 2008, migrando de la plataforma Microsoft Windows a GNU/Linux en los servidores de proxy y Web, y ordenadores del Aula de Innovación Pedagógica, por la seguridad y estabilidad que estos ofrecen.
A inicios del año académico 2009 gracias a un convenio con la Escuela Profesional de Ingeniería Electrónica de la Universidad Nacional del Altiplano; el taller de cómputo del área de Educación para el Trabajo migra completamente a GNU/Linux Debian 5.0 Lenny.
En este contexto migratorio al uso del Software Libre, la profesora Sdenka Salas Pilco, esboza el Tux Carolino, que representa la adopción del sistema operativo GNU/Linux para el uso educativo; el diseño de la docente carolina, fue una derivación del diseño del Tux, la adaptación consistió en añadirle al pingüino prendas y distintivos del uniforme del estudiante carolino, como la llamada cristina de color caqui con el logo de la distribución Debian GNU/Linux, la corbata de color negro y el logo del Glorioso Colegio Nacional de San Carlos de Puno.
El proceso de migración en el referido colegio parece ser una tarea a largo plazo puesto que no todas las computadoras cuenta con el sistema operativo libre, sobre todo las recientemente adquiridas para la institución educativa bolivariana; el fenómeno de los ordenadores con sistema operativo privativo preinstalado, es un factor que a este y otros colegios ha dificultado el proceso migratorio. 

## Glorioso San Carlos y el local anexo

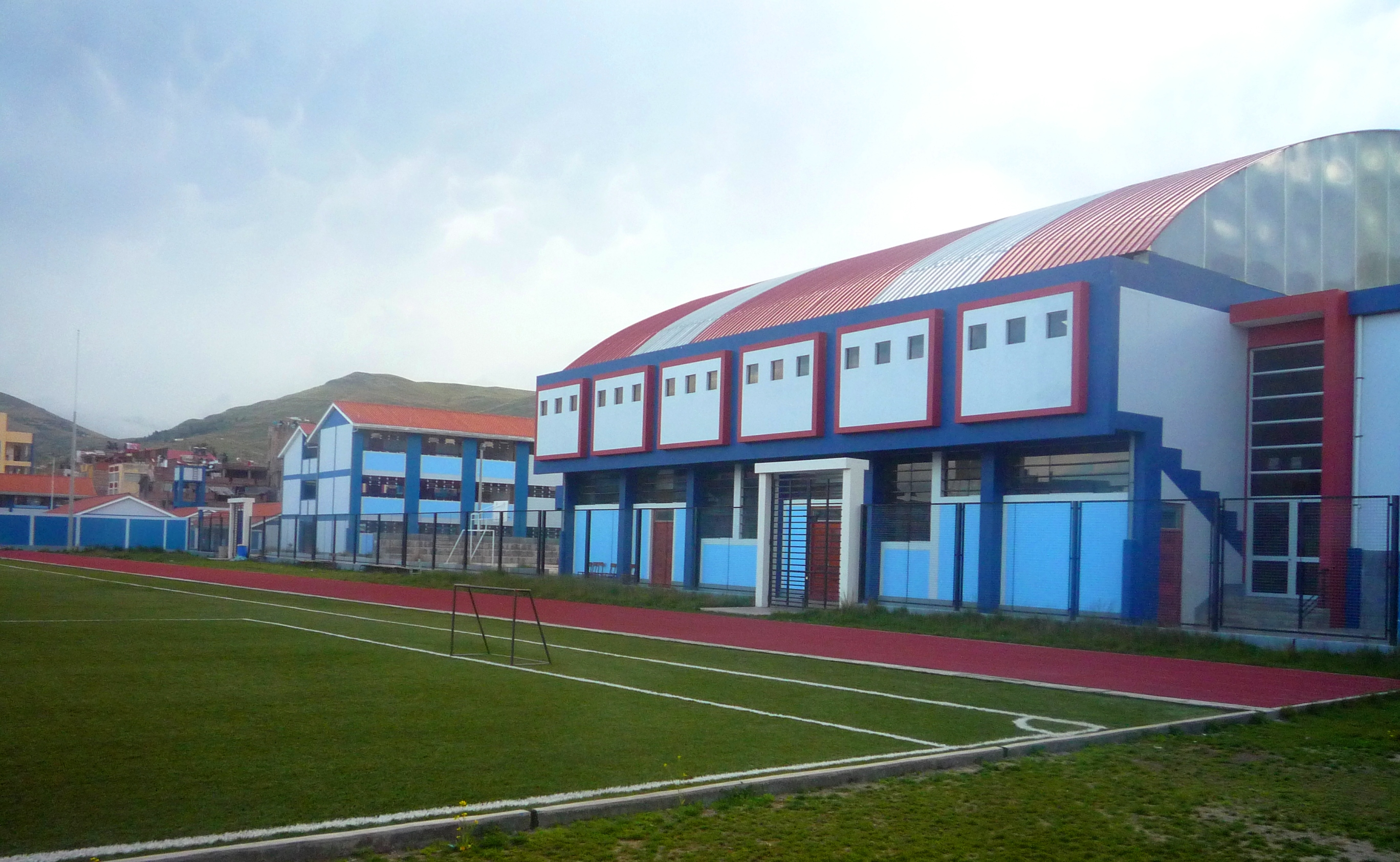
Coliseo ubicado en la sede anexa.

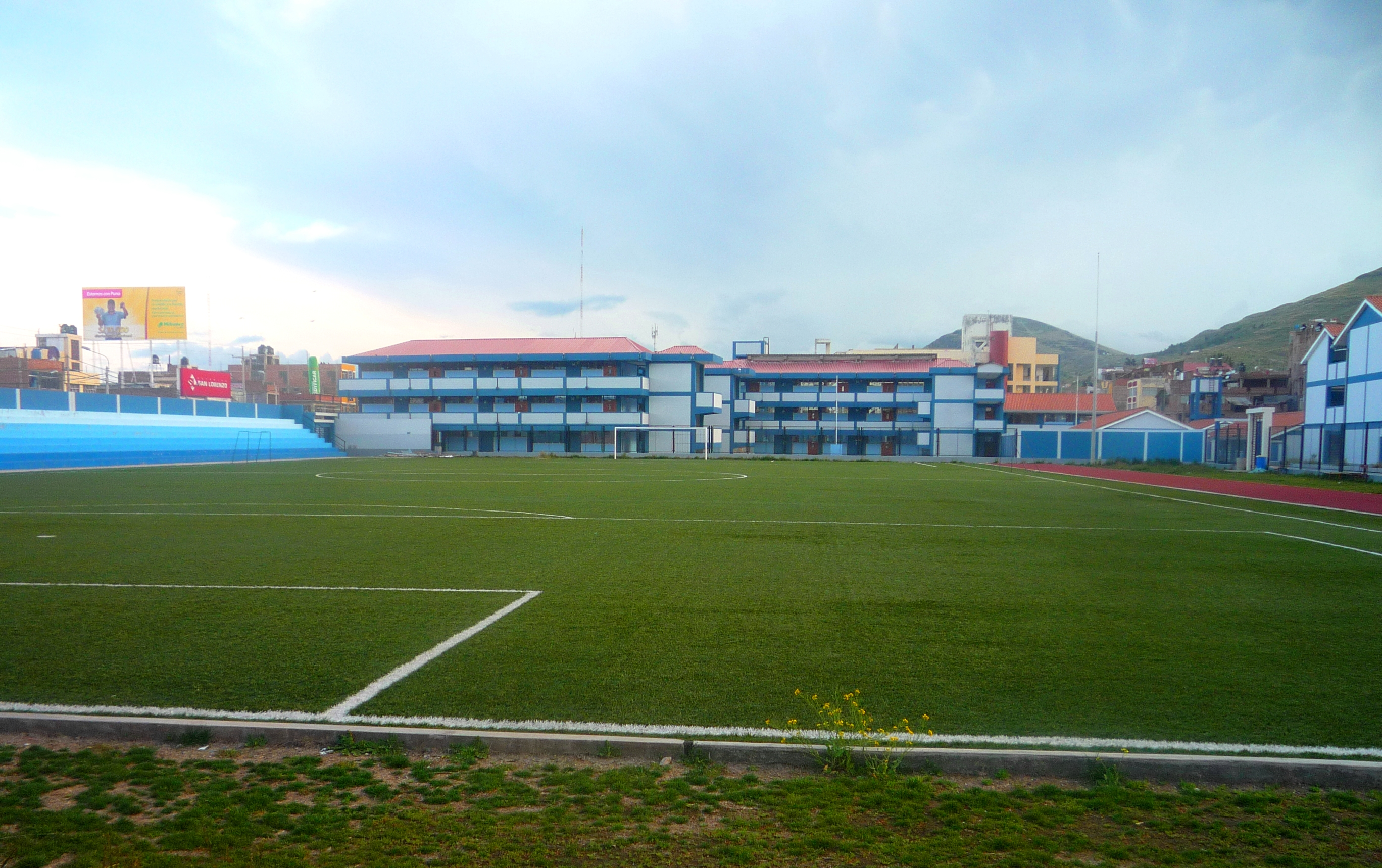
Estadio ubicado en la sede anexa.

El jueves 15 de julio de 1982, durante el gobierno de Fernando Belaúnde Terry se dicta el Decreto Supremo N.º 053-82-VI, el cual declara de necesidad y utilidad pública la construcción de un Complejo Educativo para ampliar el local del Centro Educativo “Glorioso Colegio Nacional San Carlos” de la ciudad de Puno y autoriza a expropiar para la ejecución de la obra, un área aproximada de 14 300 m², ubicada en la esquina de la av. El Sol y el Jr. Talara en la ciudad de Puno, lo que vino a ser la sede anexa del referido colegio.

## Glorioso San Carlos como primera institución pública educativa emblemática y centenaria de Puno
El miércoles 4 de marzo de 2009, se publica la Resolución Ministerial N.º 0050-2009-Ed que resuelve incorporar al Colegio Nacional de San Carlos de Puno en el Programa Nacional de Recuperación de las Instituciones Públicas Educativas Emblemáticas y Centenarias; en virtud del mencionado decreto el gobierno peruano presidido por Alan García Peréz emprendió acciones de rehabilitación, remodelación y equipamiento de su infraestructura educativa.

## El Glorioso Colegio Nacional de San Carlos y su confusión con la Gran Unidad Escolar San Carlos

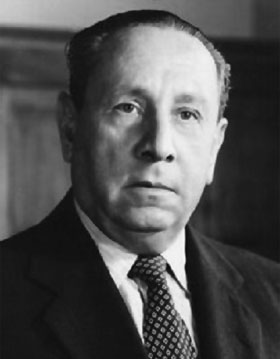
Manuel Arturo Odría Amoretti, Presidente de la República del Perú, dispone la creación de las grandes unidades escolares, entre ellas la Gran Unidad José Domingo Choquehuanca para la ciudad de Puno.

El 15 de octubre  de 1966 se promulga la Ley N.º 16251, el cual dispone en su segundo artículo, que la Gran Unidad Escolar “José Domingo Choquehuanca” de la ciudad de Puno se denominará Gran Unidad San Carlos, ulteriormente, el Decreto Supremo N.º 66 promulgado el 4 de noviembre y publicado el sábado 5 de noviembre de 1966, precisa en su artículo dos, que el referido colegio creado por segunda vez en 1963 por el presidente del Perú, Fernando Belaúnde Terry,  será llamado “Gran Unidad Escolar San Carlos” como dispone la Ley N.º 16251.
El tercer artículo del Decreto Supremo N.º 66 señala que los archivos de administración del Glorioso Colegio Nacional San Carlos que corresponden a los años anteriores a 1957 y que se encuentran actualmente en la Gran Unidad Escolar San Carlos (GUE San Carlos) serán devueltos al Colegio San Carlos, de igual modo el artículo cuatro impera que los trofeos ganados por el Club Unión Carolina con anterioridad al año 1957 se entregarán en custodia provisional al Concejo Provincial de Puno.
El profesor carolino José Neira Puma, en su obra titulada “San Carlos: La historia no miente”, respecto a los artículos tercero y cuarto del Decreto N.º 66, afirma:

(…) hasta la fecha no han sido acatados y cumplidos por la Gran Unidad Escolar. Por esa ilegal y caprichosa tenencia de dichos bienes que son propiedad del Colegio Nacional «San Carlos», la Gran Unidad se autotitula y/o se atribuye que es plantel Bolivariano; esa actitud ilegal e irresponsable no debe continuar, porque divide y confunde al Pueblo de Puno, y crea una falsa ilusión en la juventud estudiosa de la Unidad Escolar.
José Neira Puma

Según historiador puneño Mario Edmundo Nuñez Mendiguri,  fue el Dr. Fernández Briceño, quien expreso su deseo para que el colegio se convierta en Gran Unidad, cuando la planta física de la Gran Unidad Escolar José Domingo Choquehuanca estaba en proceso de construcción en mérito a la Resolución Suprema N.º 1953 de 1949 dictada por Manuel Arturo Odría Amoretti, la cual en el literal c del artículo 2 autorizó preparar el proyecto de construcción dos pabellones con 16 aulas y un pabellón de talleres en la Gran Unidad Escolar "José Domingo Choquehuanca de Puno", pedido que se materializó con la promulgación de la Resolución Suprema N.º 578 del 24 de noviembre de 1953, dispositivo legal con la que nace la GUE San Carlos, porque está resolvió designar con el nombre de San Carlos a la Gran Unidad Escolar de Varones que estaba construyéndose, y dispuso que el Colegio Nacional de Varones mantuviera su tradicional nombre de San Carlos,  respecto al nombre, el escritor José Luis Ayala, sostiene que los estudiantes y docentes de la Gran Unidad Escolar José Domingo Choquehuanca (actual GUE San Carlos),  rechazarón el nombre del elogiado puneño José Domingo Choquehuanca , por los siguientes motivos:

Muchos docentes y alumnos no aceptaron llamarse Choquehuanca primero porque perdían una tradición y memoria bolivariana. Llamarse Choquehuanca les parecía una herejía, una ofensa, una vergüenza, porque desconocían quién era en realidad José Domingo Choquehuanca.
José Luis Ayala Olazával

El 20 de agosto de 1957, en virtud de la Resolución Suprema N.º 578 y con el propósito de ocupar un nuevo local,  se produce el traslado de docentes y estudiantes carolinos bajo la dirección del Dr. Jorge Salazar Gonzáles de la Vieja Casona del Parque Manuel Pino al nuevo local de la Gran Unidad Escolar en el Jr. El Puerto hasta el 20 de mayo de 1964, fecha de retorno de los carolinos a la Vieja Casona, en virtud del Decreto Supremo N.º 48, promulgado el 7 de noviembre de 1963 bajo la dirección del Prof. Lizandro Iturry Eduardo; está cuestión de nombres motivo que se emitiera la Ley N.º 16251 y su reglamentación por D.S. N.º 66, las cuales cambian el nombre a la Gran Unidad Escolar "José Domingo Choquehuanca" a Gran Unidad Escolar "San Carlos", hechos legales, que originaron confusión en la población peruana con el Colegio Nacional de San Carlos, por ello el D.S. N.º 66 añade a la denominación del colegio nacional el término "Glorioso" resultando Glorioso Colegio Nacional de Varones San Carlos de Puno; este adjetivo de algún modo trato de distinguirlo, empero en la actualidad aún persiste la confusión entre ellos.

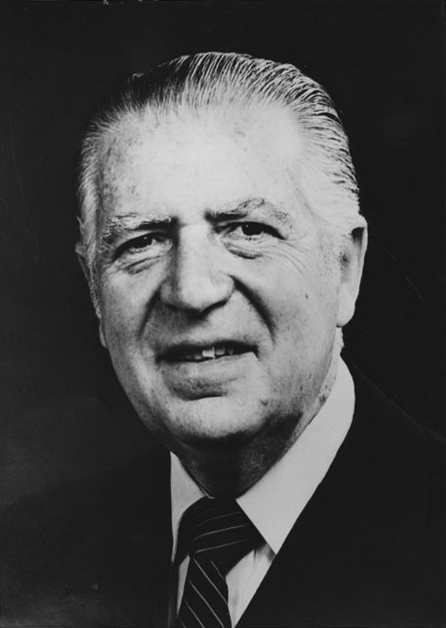
Fernando Belaúnde Terry, Presidente de la República del Perú, crea por segunda vez la Gran Unidad Escolar "José Domingo Choquehuanca" y reabre por quinta vez el Glorioso Colegio Nacional de San Carlos mediante Decreto Supremo N°48 del año 1963.

La confusión es sobremanera no solo con el nombre de estos colegios, sino con su historia, la Gran Unidad Escolar San Carlos (GUE San Carlos), desconociendo su segunda creación con el Decreto Supremo N.º 48 promulgado por el presidente de la República del Perú, Fernando Belaúnde Terry,  afirma ser un colegio fundado por Simón Bolívar, en tanto que el Glorioso Colegio Nacional de San Carlos, se empeña en defender su historia de un ostensible plagio por parte de la GUE San Carlos.
Algunas de las similitudes que tienen estos colegios, además del nombre de "San Carlos", son la exaltación a Simón Bolívar, el color caqui de sus uniformes, el lema, el himno, el protagonismo en la ciudad de Puno por su logros, en síntesis lo común en ellos es la tradición carolina; lo diferente estriba en que el Glorioso Colegio Nacional de San Carlos (Glorioso San Carlos), tiene por fundador al libertador Simón Bolívar en el año 1825, su primer nombre fue Colegio de Ciencias y Artes, es un colegio de varones, su local es la vieja casona ubicado en el Parque Manuel Pino de la ciudad de Puno, tiene el Cub Deportivo Real Carolino, mientras que la Gran Unidad Escolar San Carlos, fue fundado por el presidente Manuel Arturo Odría Amoreti en 1949, y ratificado posteriormente por Fernando Belaúnde Terry en 1963, su primer nombre fue Gran Unidad Escolar José Domingo Choquehuanca, es un colegio mixto (varones y mujeres), su local se ubica en el Jirón El Puerto de la misma ciudad, tiene el Club Deportivo Unión Carolina.
Más allá de sus diferencias históricas, ambos colegios son bolivarianos, la GUE San Carlos por adoptar el pensamiento bolivariano y la tradición carolina y el Glorioso San Carlos por ser erigido por Simón Bolívar. El espíritu carolino que comparten ha hecho que estos colegios puneños, sean reconocidos por sus logros y competitividad por la población puneña y peruana.

## Mociones de saludo del Congreso de la República del Perú
| Año  | N.º de moción | Sumilla | Congresista                |
| ---- | ------------- | --- | -------------------------- |
| 2008 | 05019         | Saludar a la Institución Educativa Bolivariana "San Carlos" de Puno, al conmemorar el 7 de agosto de 2008 su Centésimo Octogésimo Tercer Aniversario de creación. | Susana Gladis Vilca Achata |
| 2009 | 08006         | Saludar al Sr. Gimer Tapia Fernández, Director del Colegio Bolivariano San Carlos - Puno, con motivo de celebrar sus 184° años de vida institucional el 7 de agosto de 2009. | Yonhy Lescano Ancieta      |
| 2014 | 10940         | Expresar el más ferviente y emotivo saludo a la Institución Educativa Líder y Emblemática y Bolivariana Glorioso "San Carlos" de Puno, con motivo de recordarse el 7 de agosto de 2014 sus 189 años de creación institucional, deseándole los mejores éxitos en los años venideros en bien del desarrollo social y la comunidad estudianti                                                | Rubén Condori Cusi         |
| 2015 | 13693         | Saludar y felicitar a la Institución Educativa Secundaria Bolivariana y Sesquicentenaria Glorioso Colegio Nacional de San Carlos de Puno, por conmemorarse el día 7 de agosto del año en curso, el 190° aniversario de su creación. | Francisco Ccama Layme      |
| 2021 | 00032         | Expresar un efusivo saludo y reconocimiento a las Instituciones Educativas Emblemáticas Glorioso Colegio Nacional San Carlos y Gran Unidad Escolar San Carlos Puno del distrito, provincia y departamento de Puno, al conmemorarse el 7 de agosto del presente año, su 196° aniversario de creación y hace votos para que la Institución continúe por la senda del progreso y desarrollo. | Flavio Cruz Mamani         |

## La tradicional entrada de K'apus

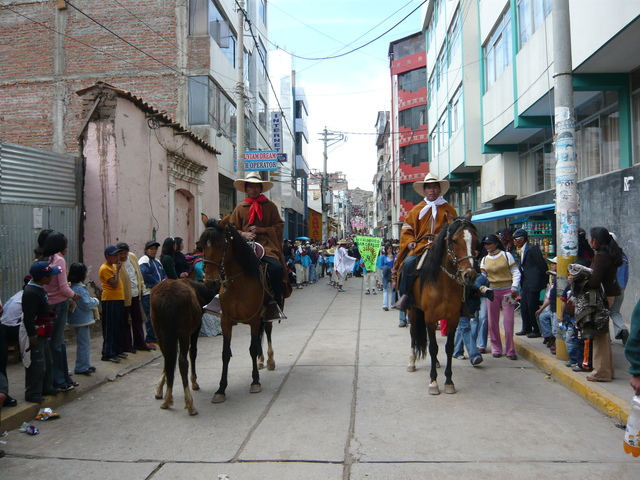
Estudiantes carolinos en la entrada de K'apus.

Esta celebración carolina tiene por antecedente el aniversario de fundación de Villa de San Carlos, hoy ciudad de Puno, por ello cada 3 de noviembre los estudiantes carolinos, salían a calles de la ciudad lacustre con atuendos autóctonos y otros con farolas danzando, con la compañía de la Reina Carolina, la fecha coincide con Gamaliel Churata, quien en una nota publicada en 1923 en el libro "Anales de Puno", afirma que desde el 3 de noviembre los carolinos eran parte del programa de festejos por el día de Puno, que comprendía el aniversario del colegio y la fiesta del Santo patrono San Carlos Borromeo. Según el profesor carolino Jesús Walter Vela Ortiz, la Tradicional Entrada de K’apus, comienza hace 30 años en las dirección de los docentes Agustín Chura Quispe y Mario Celso Torres Rado, secundados por Feliciano Padilla Chalco, Enrique Bravo Mamani, José Neyra Puma y Valerio Valdivia Carrera, gestores de esta actividad carolina. Finalmente, el citado profesor carolino describe esta actividad con las siguientes líneas:

La presente actividad significa la Entrada de Ceras al templo San Juan, la quema de leña en donde participaban los alumnos del Primer Grado llevando sus burros cargados de leña. para calentar el frígido clima de nuestra serranía. Posteriormente ingresan las danzas folklóricas y para que apoteósicamente dancen sus compañeros. Está conformado por danzas autóctonas. La tradicional entrada de K’apus se inicia desde nuestro local anexo de la Av. El Sol con la participación della I.E.I Nº 196, I.E.P. Nº 71013, I.E.S. Glorioso “San Carlos” y la CEBA “San Carlos”, como también se aúnan los ex alumnos carolinos de promociones anteriores. El recorrido es por las inmediaciones de la Av.El Sol, Jr. Lampa, Jr. Mariano H. Cornejo, Arco Destua, Jr. Independencia, Jr. Lima,Plaza de Armas, Jr.Puno, Jr. Arequipa y culmina en el Local Central del Parque Pino.
Jesús Walter Vela Ortiz

La celebración comienza con la entrada de caballos y los k´aperos, quienes se encargan de trasladar leña para ser quemada en un ritual andino; acto seguido de la imagen de San Carlos Borromeo, acompañado de los alferados, autoridades y personal de los tres niveles de enseñanza del colegio, con la música de la banda sinfónica; finalmente se hacen presentes el personal docentes, administrativo, estudiantes y ex estudiantes quienes bailando recorren la Av. El Sol, jirones Lampa, H. Cornejo e Independencia, hasta llegar al Arco Deustua para luego dirigirse al Parque Manuel Pino,  Jr. Lima, Plaza de Armas, y retornan a la vieja casona por los jirones Puno y Moquegua, también por la calle Arequipa.

## San Carlos Borromeo patrono del Glorioso Colegio Nacional de San Carlos

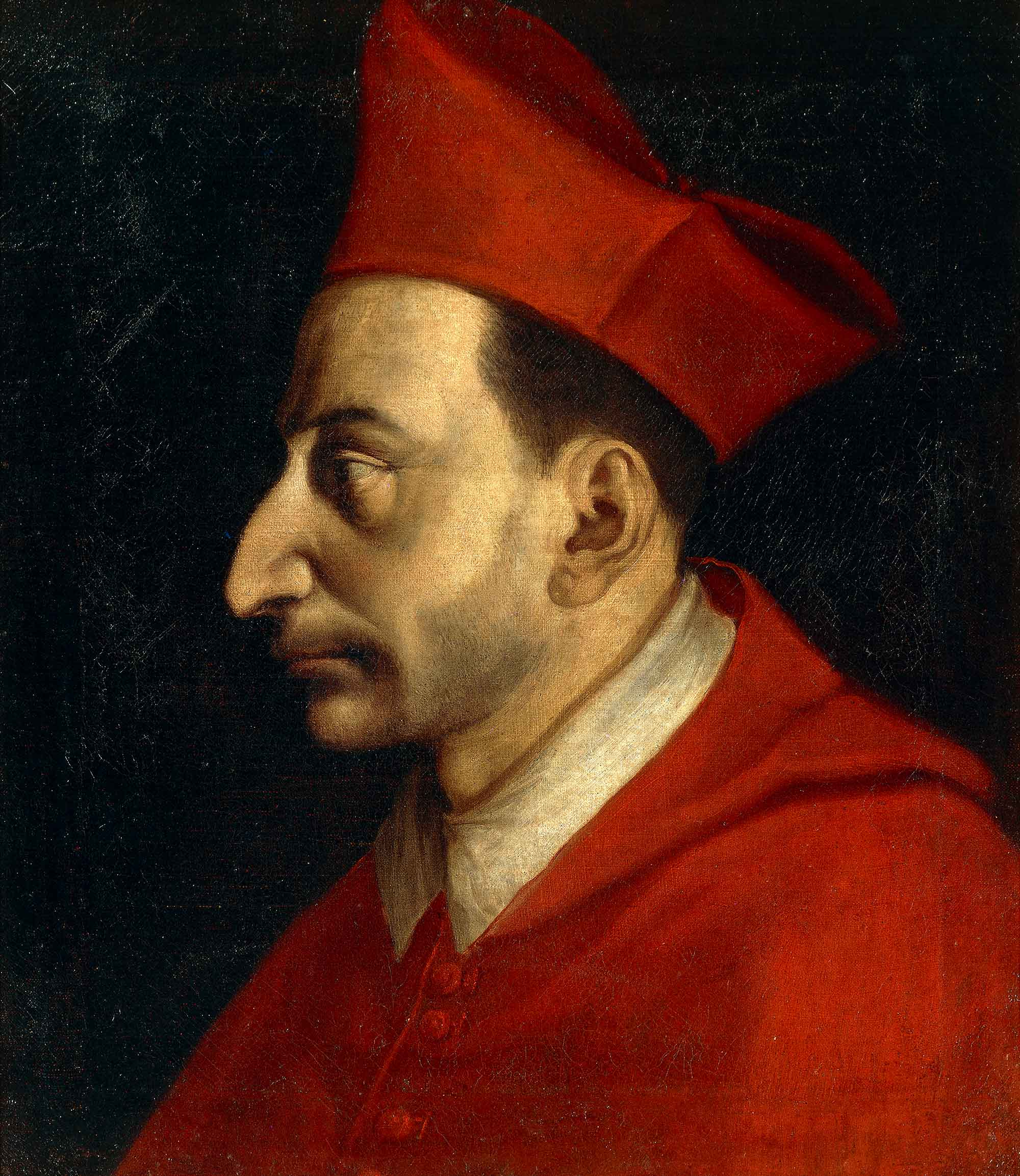
San Carlos Borromeo, Santo patrono del Glorioso San Carlos.

San Carlos Borromeo, es el patrono del colegio, de la diócesis y ciudad de Puno; antiguamente se encontraba en la capilla del colegio posteriormente fue trasladado al templo San Juan. La fiesta patronal fue impulsada en los años setenta por el director Agustín Chura Quispe, y los docentes José María Neyra Puma, Pedro Martínez, Antonio Meza y otros. A partir del año 1976 comenzó los alferados, en 1983, la fiesta se hace más relevante cuando se crea la Tradicional Entrada de Kapus, con el director Mario Celso Torres Rado, el docente Enrique Bravo Mamani y el auxiliar de educación Valerio Valdivia Carrera con el apoyo de docentes y estudiantes del nivel primario, secundario y nocturna.

## La revista "El Carolino"
El Carolino, según el escritor y periodista Christian Reynoso Torres  y Samuel Frisancho Pineda, es una publicación del Colegio Nacional de San Carlos que se remonta en el año 1832, con los nombres de "El Globlo del Sur", "El Espectador Peruano" que eran producidas por los estudiantes del colegio; y estuvo dirigida por José Antonio Encinas, Emilio Romero, Luis Rivarola y Miranda, Vladimiro Bermejo, Wenceslao Villar Montoya.

## El día de los cuartos
Cada 12 de octubre, se recuerda el sacrificio de los estudiantes carolinos de cuarto año en la guerra del pacífico, quienes fallecieron defendiendo las instalaciones del Colegio Nacional de San Carlos de Puno, de los ataques de los militares chilenos, armada que saqueó los bienes y lo convirtió en una caballeriza.
En este día la autoridad dispone que los cuartos años gocen de un día libre o un día de camaradería todos los carolinos que cursan cuarto año del mencionado colegio.

## Club Deportivo Real Carolino
El Club Real Carolino, Royal Carolino o Juvenil Real Carolino, es el órgano deportivo futbolístico perteneciente al Glorioso Colegio Nacional San Carlos de Puno; fue fundado por el director del plantel Prof. Lizandro Iturry Eduardo, el 20 de mayo de 1964. Otra versión sostiene que fue fundado por Faustino Condori López luego del retorno del referido colegio a la Vieja Casona del Parque Manuel Pino.
Este club de fútbol peruano, tiene como su eterno rival al Club Deportivo Unión Carolina, a este tradicional encuentro se le conoce como el Clásico Carolino.
Uniforme:
- Uniforme titular: Camiseta celeste, pantalón azul, medias cleste.
- Uniforme alternativo:Camiseta blanca, pantalón blanco, medias blancas.

## Marathón Carolina
La marathón o maratón carolina, es una actividad deportiva que se realiza en los meses de octubre o noviembre por el aniversario de la ciudad de Puno y el Santo Patrono del colegio. En esta actividad concurren estudiantes de inicial, primaria, secundaria entre los tres a diecisiete años de toda la región de Puno, llegando a participar más de cuatro mil deportistas.
Las categorías son de 4 - 5 años (300 metros), 6-7 años (500 metros); 8-9 años (600 metros) 10-11 años (1000 metros), 12-13 años (1500 metros), 14-15 años (3000 metros) y 16-17 años (5000 metros).
Al final de la competencia los organizadores premian a los primeros lugares con un diploma, canasta y una medalla.
Este evento tiene por objetivo difundir, promover y fomentar la práctica del Atletismo.

## Escuela Normal en el Colegio Nacional de San Carlos
El 14 de mayo de 1925 en el Gobierno de Augusto B. Leguía, se emite la Resolución Suprema N.º 597 que crea una Sección Normal para la formación de maestros de niños indígenas que estuvo anexada al referido colegio, según el educador José Portugal Catacora, esta sección funcionó entre los años 1925 y 1937.
De esta escuela, creada a iniciativa de Humberto Luna, egresarón: Emilio Vásquez, Raúl Bueno, Francisco Deza Galindo, Néstor Molina Galindo, Castor Vera y Ricardo García, entre los más descatados.

## La Estudiantina y Banda Sinfónica en "San Carlos"
Con Carlos Rubina Burgos, nace entre 1945, la estudiantina San Carlos, asumiendo su dirección; en 1988 es reconocida institucionalmente, siendo su primer presidente el Sr. Percy Surco Ilaquita; y en julio de 1979, a iniciativa del director del nivel primario Prof. Grover Jara Alférez, se crea la estudiantina magisterial carolina con la colaboración de los profesores Teófilo Sinti Mamani, Beato Cáceres Cáceres, Enrique Bravo Mamani y otros. En 1980, la estudiantina grabó un disco de vinilo de 45 RPM, con el apoyo del director del colegio Prof. Mario Torres Rado, producción que contenía las canciones "Soy Carolino"  y "Mi San Carlos (huayño)".
El 7 de agosto de 1997, se constituye la estudiantina escolar "Glorioso San Carlos", bajo la tutela del Prof. Giner Tapia, Sr. Sixto Puntaca, Prof. Leonidas Iturry y otros docentes de arte , se grabó un casete con diversos temas entre ello "Alma Mater", "Himno Carolino" y otros con la denominación "Eternamente San Carlos"; en 1999 es reconocida como la mejor institución musical del altiplano puneño y premiada con la Cantuta de Oro.
En el 2016, la Banda Sinfónica "Glorioso San Carlos" presenta un disco DVD, con los temas "Amor de Primavera", "Puno Mío", "Marcha Túpac Amaru" entre otros.

## Juegos florales carolinos
El director Juan C. Rossel, en 1916 convocó a los primeros juegos florales,  que consistía en competencias de la inteligencia para rendir culto a la belleza, resultando como ganador el carolino José María Franco Inojosa, y fue elegida Reina la señorita María Pacheco Vargas, quien al ganador le entregó una rosa blanca, y quedó en segundo lugar el escritor y periodista Víctor Villar.
Los juegos florales se denominan Víctor Salas Bartra, por el apoyo pecuniario de este periodista para la realización de este evento que fomenta el arte y la cultura de futuros poetas y músicos.